# Répartition géographique du français
- Langue maternelle (créoles inclus)
- Langue officielle
- langue administrative, d'enseignement et de travail
- langue importante, seconde et/ou de culture

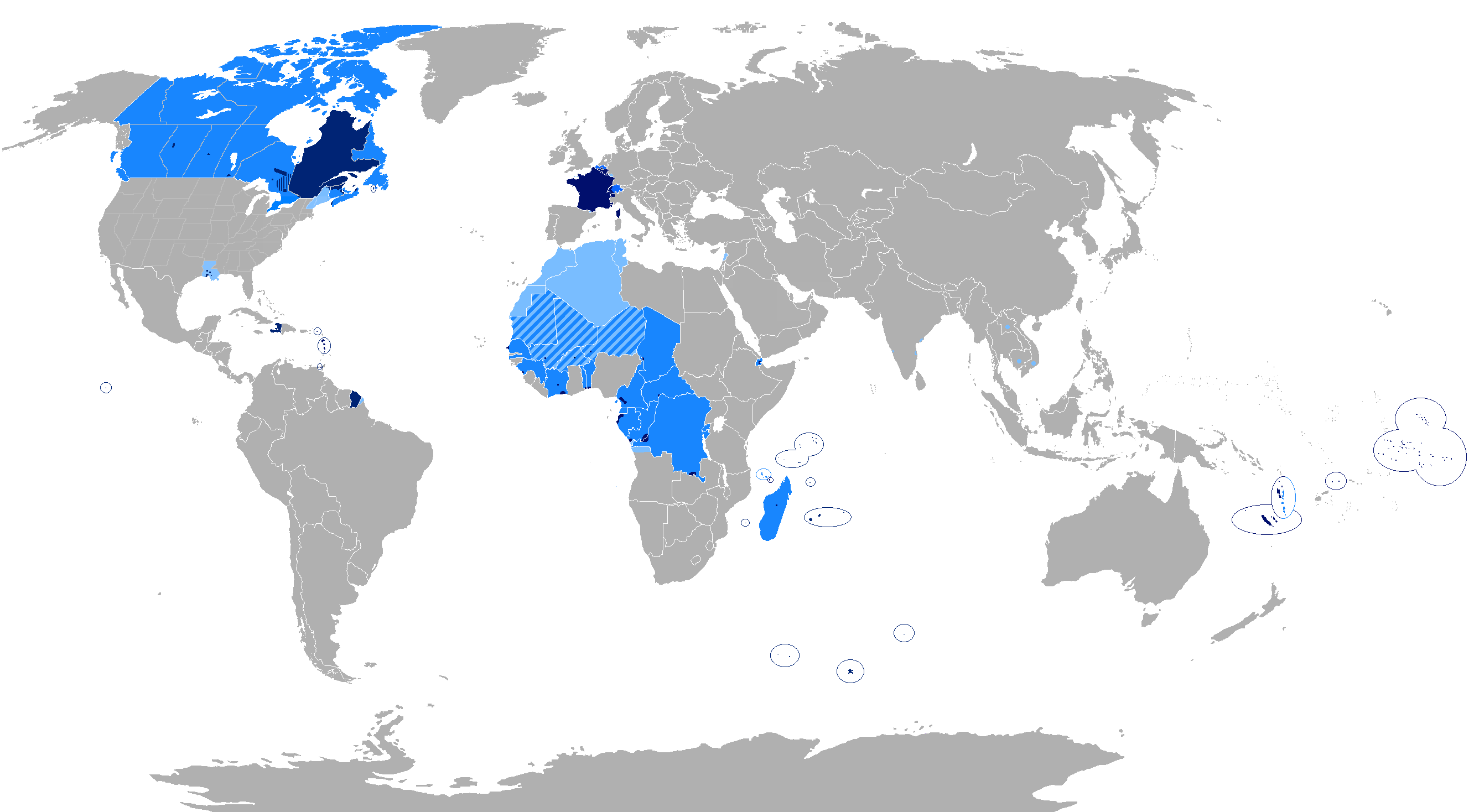
Langue maternelle (créoles inclus)
Langue officielle
langue importante, seconde et/ou de culture

Le français est une langue parlée dans de nombreux pays de par le monde, principalement en Europe, Afrique et Amérique du Nord, ainsi qu'en Asie et en Océanie, avec des statuts différents.

## Statistiques
En 2014, l'Organisation internationale de la francophonie estime le nombre de locuteurs quotidiens du français à 212 millions de personnes, répartis sur une quarantaine d'États et de gouvernements, contre 198 millions en 2010, soit une augmentation de 7 % en quatre ans (représentant une augmentation de 14 millions de locuteurs quotidiens dont plus de 11 millions en Afrique subsaharienne). Sur ces 212 millions de locuteurs quotidiens, 54,7 % se trouvent en Afrique, soit 116 millions de personnes.
En 1998, le Haut Conseil de la francophonie estimait les francophones « réels » à 112,6 millions auxquels il convient d'ajouter 60,6 millions de francophones qualifiés de « partiels » ou « occasionnels », soit 173,2 millions de francophones. De plus, il existe 100 à 110 millions de « francisants », qui, cité ici sur le rapport officiel, « ont appris le français pendant plusieurs années et en ont gardé une maîtrise variable, ou qui sont amenés à le pratiquer, même partiellement, pour leur métier ». Au total, le français est pratiqué sur les cinq continents par près de 300 millions de locuteurs ce qui en fait l'une des cinq principales langues internationales.
Le même type d'étude réductrice[Quoi ?] avait été mené par ce même organisme en 1989 (rapport publié en 1990) avec 104,6 millions de francophones « réels » recensés plus 54,2 millions de « partiels », soit 158,8 millions de francophones. La progression enregistrée est importante avec un gain de 14,4 millions en 9 ans. 2 millions de ces « nouveaux » francophones sont des Français, démographie oblige, mais l'essentiel de la progression est fournie par le Canada et le continent africain, dont l'évolution culturelle prend la langue de Molière comme utile aux 10 % que représente la francophonie dans le commerce mondial. La progression est donc globale et en 10 ans, le français s'affirme même comme la langue progressant le plus après le chinois.
En extrapolant ces chiffres, le nombre des locuteurs francophones est estimé à quelque 400 millions en 2010 ;
Répartition des francophones « réels » et « occasionnels » en 1998Ces chiffres discutés placeraient le français au 5e rang dans le monde pour le nombre de locuteurs.
| Continents | Francophones « réels » | Francophones « partiels » | Total francophones |
| ---------- | ---------------------- | ------------------------- | ------------------ |
| Afrique    | 32 189 500             | 46 740 000                | 78 929 500         |
| Europe     | 67 856 500             | 8 200 000                 | 76 056 500         |
| Amérique   | 10 481 000             | 4 064 000                 | 14 450 000         |
| Asie       | 1 672 000              | 1 560 000                 | 3 232 000          |
| Océanie    | 467 000                | 45 000                    | 512 000            |
| Total      | 112 666 000            | 60 609 000                | 173 275 000        |

Répartition des francophones « réels et occasionnels » et « en apprentissage » en 2006Ces chiffres discutés placeraient le français au 4e rang dans le monde pour le nombre de locuteurs.
| Continents | Francophones | Francophones « en apprentissage » | Total francophones |
| ---------- | ------------ | --------------------------------- | ------------------ |
| Afrique    | 115 000 000  | 55 000 000                        | 170 000 000        |
| Europe     | 82 169 000   | 35 980 468                        | 118 149 468        |
| Amérique   | 14 467 919   | 2 439 040                         | 16 906 959         |
| Asie       | 3 580 234    | 2 043 000                         | 5 623 234          |
| Océanie    | 654 000      | 1 932 101                         | 2 586 101          |
| Total      | 215 282 553  | 97 394 609                        | 312 677 162        |

### Nombre de francophones par pays selon l'OIF en 2022
| État                             | Population de l'état | Francophones | Pourcentage |
| -------------------------------- | -------------------- | ------------ | ----------- |
| France                           | 68 508 000           | 66 394 000   | 97 %        |
| République démocratique du Congo | 95 241 000           | 48 925 000   | 51 %        |
| Algérie                          | 45 350 000           | 14 904 000   | 33 %        |
| Maroc                            | 37 773 000           | 13 457 000   | 36 %        |
| Allemagne                        | 83 884 000           | 12 298 000   | 15 %        |
| Italie                           | 60 263 000           | 11 797 000   | 20 %        |
| Cameroun                         | 27 912 000           | 11 491 000   | 41 %        |
| Royaume-Uni                      | 68 498 000           | 11 281 000   | 16 %        |
| Canada                           | 38 694 000           | 11 061 000   | 29 %        |
| Côte d'Ivoire                    | 27 742 000           | 9 325 000    | 34 %        |
| Belgique                         | 11 668 000           | 8 815 000    | 76 %        |
| Madagascar                       | 29 178 000           | 7 729 000    | 26 %        |
| Tunisie                          | 12 047 000           | 6 321 000    | 52 %        |
| Suisse                           | 8 774 000            | 5 889 000    | 67 %        |
| Espagne                          | 46 719 000           | 5 472 000    | 12 %        |
| Burkina Faso                     | 22 103 000           | 5 404 000    | 24 %        |
| Haïti                            | 11 680 000           | 4 906 000    | 42 %        |
| Sénégal                          | 17 654 000           | 4 640 000    | 26 %        |
| Bénin                            | 12 785 000           | 4 306 000    | 34 %        |
| Guinée                           | 13 866 000           | 3 777 000    | 27 %        |
| Mali                             | 21 474 000           | 3 703 000    | 17 %        |
| Togo                             | 8 681 000            | 3 554 000    | 41 %        |
| République du Congo              | 5 798 000            | 3 518 000    | 61 %        |
| Niger                            | 26 084 000           | 3 363 000    | 13 %        |
| Pays-Bas                         | 17 211 000           | 3 307 000    | 19 %        |
| Égypte                           | 106 157 000          | 3 205 000    | 3 %         |
| Portugal                         | 10 141 000           | 2 547 000    | 25 %        |
| Liban                            | 6 685 000            | 2 540 000    | 38 %        |
| Roumanie                         | 19 031 000           | 2 282 000    | 12 %        |
| Tchad                            | 17 414 000           | 2 249 000    | 13 %        |
| États-Unis                       | 334 805 000          | 2 179 000    | 1 %         |
| Gabon                            | 2 332 000            | 1 519 000    | 65 %        |
| République centrafricaine        | 5 017 000            | 1 435 000    | 29 %        |
| Autriche                         | 9 067 000            | 1 166 000    | 13 %        |
| Burundi                          | 12 625 000           | 1 074 000    | 9 %         |
| Pologne                          | 37 740 000           | 947 000      | 3 %         |
| Maurice                          | 1 275 000            | 926 000      | 73 %        |
| Suède                            | 10 219 000           | 845 000      | 8 %         |
| Rwanda                           | 13 600 000           | 793 000      | 6 %         |
| Grèce                            | 10 317 000           | 754 000      | 7 %         |
| Vietnam                          | 98 954 000           | 693 000      | 1 %         |
| Mauritanie                       | 4 902 000            | 656 000      | 13 %        |
| Irlande                          | 5 020 000            | 636 000      | 13 %        |
| Russie                           | 145 806 000          | 629 000      | 0,4 %       |
| Luxembourg                       | 642 000              | 591 000      | 92 %        |
| Thaïlande                        | 70 078 000           | 579 000      | 1 %         |
| Israël                           | 8 923 000            | 528 000      | 6 %         |
| Gambie                           | 2 558 000            | 512 000      | 20 %        |
| Djibouti                         | 1 016 000            | 508 000      | 50 %        |
| Cambodge                         | 17 169 000           | 463 000      | 3 %         |
| Danemark                         | 5 835 000            | 438 000      | 8 %         |
| Finlande                         | 5 555 000            | 438 000      | 8 %         |
| Guinée équatoriale               | 1 497 000            | 433 000      | 29 %        |
| Guinée-Bissau                    | 2 063 000            | 317 000      | 15 %        |
| Ghana                            | 32 395 000           | 274 000      | 1 %         |
| Émirats arabes unis              | 10 082 000           | 264 000      | 3 %         |
| République tchèque               | 10 737 000           | 253 000      | 2 %         |
| Serbie                           | 6 839 000            | 245 000      | 4 %         |
| Comores                          | 907 000              | 237 000      | 26 %        |
| Laos                             | 7 481 000            | 204 000      | 3 %         |
| Norvège                          | 5 511 000            | 168 000      | 3 %         |
| République dominicaine           | 11 056 000           | 159 000      | 1 %         |
| Bulgarie                         | 6 845 000            | 157 000      | 2 %         |
| Qatar                            | 2 980 000            | 127 000      | 4 %         |
| Slovaquie                        | 5 460 000            | 114 000      | 2 %         |
| Hongrie                          | 9 606 000            | 113 000      | 1 %         |
| Vanuatu                          | 322 000              | 100 000      | 31 %        |
| Mozambique                       | 33 089 000           | 99 000       | 0,3 %       |
| Croatie                          | 4 059 000            | 96 000       | 2 %         |
| Chypre                           | 1 223 000            | 81 000       | 7 %         |
| Lituanie                         | 2 662 000            | 62 000       | 2 %         |
| Cap-Vert                         | 568 000              | 61 000       | 11 %        |
| Malte                            | 444 000              | 58 000       | 13 %        |
| Moldavie                         | 4 013 000            | 55 000       | 1 %         |
| Andorre                          | 77 000               | 54 000       | 70 %        |
| Seychelles                       | 99 000               | 53 000       | 53 %        |
| Ukraine                          | 43 192 000           | 53 000       | 0,1 %       |
| Slovénie                         | 2 078 000            | 50 000       | 2 %         |
| Sao Tomé-et-Principe             | 228 000              | 46 000       | 20 %        |
| Macédoine du Nord                | 2 081 000            | 43 000       | 2 %         |
| Monaco                           | 40 000               | 39 000       | 97 %        |
| Albanie                          | 2 866 000            | 30 000       | 1 %         |
| Mexique                          | 131 563 000          | 30 000       | 0,02 %      |
| Bosnie-Herzégovine               | [Quoi ?]             | 26 000       | 1 %         |
| Kosovo                           | 1 814 000            | 26 000       | 1 %         |
| Lettonie                         | 1 849 000            | 20 000       | 1 %         |
| Estonie                          | 1 322 000            | 19 000       | 1 %         |
| Géorgie                          | 3 969 000            | 17 000       | 0,4 %       |
| Paraguay                         | 7 306 000            | 15 000       | 0,2 %       |
| Monténégro                       | 628 000              | 13 000       | 2 %         |
| Arménie                          | 2 972 000            | 10 000       | 0,3 %       |
| Dominique                        | 72 000               | 7 000        | 10 %        |
| Colombie                         | 51 513 000           | 5 000        | 0,01 %      |
| Costa Rica                       | 5 182 000            | 5 000        | 0,1 %       |
| Uruguay                          | 3 496 000            | 5 000        | 0,1 %       |
| Sainte-Lucie                     | 185 000              | 3 000        | 2 %         |

## Statut et étendue du français par territoire

### États et autres divisions territoriales dont le français est langue officielle unique
En Europe :
- France (y compris les départements d'outre mer) (68 373 433 habitants en 2024)
- Monaco (39 150 habitants en 2022[5])
- Belgique
  -  Communauté française (4 500 000 habitants en 2016)
- Suisse (Suisse Romande)
  -  Vaud (800 000 habitants en 2018)
  -  Genève (504 000 habitants en 2019)
  -  Neuchâtel (176 000 habitants en 2018)
  -  Jura (73 000 habitants en 2018)

En Afrique :
- République démocratique du Congo (28 500 000 habitants sur 66 514 504 en 2008, soit environ 42 % de la population ; avec quatre autres langues nationales)
- Mali (6 500 000 habitants sur 12 324 029 en 2008, soit environ 52 % de la population.)
- Niger (2 000 000 habitants sur 13 272 679 en 2008, soit environ 15 % de la population.)
- Sénégal (8 000 000 habitants sur 12 853 259 en 2008, soit environ 62,5 % de la population ; avec sept autres langues nationales.)
- Burkina Faso (1 500 000 habitants sur 15 264 735 en 2008, soit environ 10 % de la population.)
- Côte d'Ivoire (15 000 000 habitants sur 18 373 060 en 2008, soit environ 80 % de la population.)
- Guinée (1 000 000 habitants sur 10 211 437 en 2008, soit environ 10 % de la population.)
- République du Congo (1 000 000 habitants sur 3 903 318 en 2008, soit environ 26 % de la population ; avec deux autres langues nationales.)
- Togo (2 000 000 habitants sur 5 858 673 en 2008, soit environ 40 % de la population.)
- Bénin (2 500 000 habitants sur 8 400 000 en 2008, soit environ 30 % de la population ; avec six autres langues nationales.)
- Gabon (1 000 000 habitants sur 1 485 832 en 2008, soit environ 80 % de la population.)

En Amérique :
- Québec (8 400 000 habitants en 2018.)

### États et autres divisions territoriales dont le français est l'une des langues officielles
En Europe
- Belgique (français, néerlandais et allemand) (environ 4 200 000 habitants sur 10 666 866 en 2008, soit environ 40 % de la population.)
  -  Région wallonne (français, allemand) (3 645 000 habitants, environ 100% de la population)
  -  Région de Bruxelles-Capitale (français, néerlandais) (917 000 habitants sur 1 223 000 habitants, soit environ 75% de la population.)
- Suisse (Suisse romande) (français, allemand, italien et romanche) (environ 1 480 000 habitants sur 7 581 520 en 2008, soit environ 22.8 % de la population.)
  -  Valais (avec l’allemand) (environ 228 000 habitants sur 343 000 en 2018, soit 68% de la population.)
  -  Fribourg (avec l’allemand) (environ 217 000 habitants sur 318 000 en 2018, soit 68% de la population.)
  -  Berne (avec l’allemand) (environ 72 000 habitants sur 1 000 000 en 2018, soit 11% de la population.)
- Luxembourg (français, luxembourgeois, et allemand) (environ 430 000 habitants sur 440 000 en 2000, soit environ 98 % de la population.)
- Vallée d'Aoste (français, italien et franco-provençal valdôtain[6],[7]) (environ 100 000 habitants sur 122 000, soit 81 % de la population)
- Jersey (français, anglais)
- Vatican (latin, français, italien, allemand)

En Afrique
- Cameroun (français et anglais) (2 500 000 habitants)
- Tchad (français et arabe) (2 000 000 habitants)
- République centrafricaine (sango et français) (1 200 000 habitants)
- Rwanda (kinyarwanda, français et anglais) (1 000 000 habitants)
- Guinée équatoriale (espagnol, français et portugais) (120 000 habitants)
- Burundi (kirundi et français) (100 000 habitants)
- Djibouti (arabe et français) (100 000 habitants)
- Madagascar (malgache et français) (5 000 000 habitants)
- Comores (arabe et français) (50 000 habitants)
- Seychelles (créole seychellois depuis 1981, auparavant c'était français et anglais) (50 000 habitants)
- Maurice (créole mauricien, français et anglais)

En Amérique
- Canada (anglais et français) (environ 8 740 000 habitants sur 38 000 000 en 2016, soit environ 23% de la population.)
  -  Nouveau-Brunswick (anglais et français, 33 % de francophones en 2010)
  -  Nunavut (inuktitut/inuinnaqtun, anglais et français)
  -  Territoires du Nord-Ouest (anglais, français, chipewyam, cri, dogrib, gwich'in, inuktitut et slavey)
  -  Yukon (anglais et français)
- Haïti (français et créole haïtien) (8 500 000 habitants)

En Océanie
- Vanuatu (bichelamar, anglais et français) (75 000 habitants)

### États et autres divisions territoriales où le français est couramment utilisé
En Europe
- Andorre
- Guernesey
- Province de Gérone - Llívia
- Sarre (le land souhaite devenir entièrement bilingue d'ici 2043)

En Afrique
- Algérie (41 000 000 habitants)
- Maroc (34 000 000 habitants)
- Tunisie (11 000 000 habitants)
- Cabinda (716 000 habitants) - exclave de l'Angola
- Mauritanie (520 000 habitants)

En Amérique
- Louisiane (il n'existe pas de langue officielle aux États-Unis mais le français (cadien) est reconnu légalement et administrativement en Louisiane à égalité avec l'anglais, depuis 1968 date de création du CODOFIL (Conseil pour le développement du français en Louisiane).

En Asie
- Liban

### États et autres divisions territoriales où le français est utilisé
En Europe
- Roumanie - 4 756 100 locuteurs en 2010, soit 25 % de la population[8]
- Bulgarie - 550 600 locuteurs en 2010, soit 14 % de la population[9]
- Moldavie - 894 000 locuteurs en 2010, soit 25 % de la population[10]
- Grèce - 890 500 locuteurs en 2010, soit 12 % de la population[11]
- Chypre - 109 400 locuteurs en 2010, soit 8 % de la population[12]
- Albanie - 316 900 locuteurs en 2010, soit 10 % de la population[13]
- Macédoine du Nord - 230 000 locuteurs en 2010, soit 9 % de la population[14]

En Amérique
- Canada[15]
  -  Ontario (5,5 % de francophones)[note 1]
  -  Île-du-Prince-Édouard (4,3 % de francophones)
  -  Manitoba (4,1 % de francophones ; le quartier winnipegois de Saint-Boniface, de langue française majoritaire étant officiellement bilingue)
  -  Nouvelle-Écosse (3,8 % de francophones)
  -  Alberta (2,0 % de francophones)
  -  Saskatchewan (1,9 % de francophones)
  -  Colombie-Britannique (1,5 % de francophones)
  -  Terre-Neuve-et-Labrador (0,4 % de francophones)
- États-Unis (environ 2 000 000 parlent français[16])
  -  Maine (communauté québécoise et acadienne au nord de l'État dans le comté d'Aroostook)
  -  Vermont (petite communauté québécoise au nord de l'État dans les comtés de Grand Isle, Franklin, Orleans, Essex)
  -  New Hampshire (petite communauté québécoise au nord de l'État dans le comté de Coös)
  -  Massachusetts (petite communauté québécoise et acadienne au nord des comtés de Worcester et de Middlesex)
  -  Connecticut (petite communauté québécoise dans le comté de Windham au nord-est)
  -  New York (petite communauté québécoise au nord de l'État dans les comtés de St. Lawrence, Franklin, Clinton, Essex, et à l'est de l'État dans la ville de Cohoes au nord-est du comté d'Albany; petites communautés africaines et haïtiennes dans la ville de New York)
  -  Floride (grande communauté haïtienne dans le comté de Miami-Dade ; petite communauté de retraités québécois)
- Dominique
- Sainte-Lucie - (3 000 locuteurs en 2010)[17]
- Brésil
  -  Amapá (situé à proximité de la Guyane)

En Asie
- Inde (seulement à Pondichéry) (10 000 habitants)[18]
- Vietnam - 623 200 locuteurs en 2010
- Cambodge - 406 400 locuteurs en 2010
- Israël (610 000 habitants)
- Laos (50 000 habitants)
- Turquie (4 000 habitants)

## Évolution du nombre de francophones
Le nombre de francophones (dans sa définition "sachant lire et écrire le français" mais excluant arbitrairement ceux sachant juste le parler car ces statistiques sont difficiles à obtenir) dans le monde ne cesse d'augmenter, passant de 106 millions en 1985 à 173,2 millions en 1997, 200 millions en 2005, 220 millions en 2010, 274 millions en 2014, 300 millions en 2018 et 321 millions en 2022. Certains scénarios établis par Richard Marcoux et Mathieu Gagné anticipent une évolution du nombre de francophones atteignant 400 millions de locuteurs en 2025 puis 715 millions en 2050 et même 1 milliard vers 2060, soit une multiplication par 5 en cinquante-cinq ans, tandis que la population mondiale n’augmenterait que de 50 %.
Selon une étude publiée en 2014 par la banque d’investissement Natixis, le français pourrait devenir la langue la plus parlée dans le monde en 2050, en raison de la démographie explosive de l'Afrique francophone et d'un ralentissement démographique en Chine, ainsi que dans les pays anglo-saxons et hispaniques.

## Statut du français dans les différents continents et pays spécifiques

### Au sein des organisations internationales
Au début du XXIe siècle, le français conserve encore nombre de ses prérogatives. Si les instances internationales peuvent accepter plusieurs langues officielles, une seule langue se doit d’être la langue de référence en cas de conflit. Dans ce domaine, le français résiste.
Citons, pour l’exemple, la tentative d’imposer l’anglais à la place du français comme langue de référence du Comité international olympique qui fut rejetée. La règle 24 de la charte olympique précise toujours : « Les langues officielles du CIO sont le français et l’anglais. (…) En cas de divergence entre le texte français et le texte anglais de la Charte olympique et de tout autre document du CIO, le texte français fera foi sauf disposition expresse écrite contraire. » Il existe même des organisations internationales où la seule langue officielle reste le français : l’Union postale universelle notamment. En revanche, l’anglais est clairement préféré au français en matière de publications scientifiques ou de discours à la tribune de l’ONU, par exemple. Dans l'Union européenne, la position dominante du français s’érode également.
Si le français parvient à maintenir ses positions institutionnelles, son utilisation au quotidien comme langue de travail diminue, renforçant l’image de déclin depuis 1919. Pourtant, le nombre de locuteurs a recommencé à augmenter depuis les années 1980 et il est même prévu que les francophones représentent 8 % de la population mondiale (715 millions de locuteurs) en 2050.
Le français demeure l’une des langues officielles de nombreuses organisations internationales : il est la deuxième langue officielle de l’OCDE, dont le siège est à Paris et figure parmi les six langues officielles de l’ONU et de l'UNESCO (avec l’anglais, l’espagnol, le russe, le chinois mandarin, et l’arabe). Il est langue officielle de l'OTAN avec l'anglais. Il est également langue officielle de nombreuses autres institutions ou organisations de toutes sortes[réf. nécessaire] (par exemple, l’Organisation internationale de normalisation).
Le français figure également parmi les deux langues de travail de l’ONU, ainsi que de toutes ses agences. Il est langue de travail de l'OTAN avec l'anglais. La langue française est une des trois langues de travail de l’Union africaine et l'une des trois principales langues de travail de l’Union européenne et de la Commission européenne avec l’allemand et l’anglais. En 2001, 56,8 % des pages reçues par la Commission européenne étaient écrites en anglais, et 29,8 % étaient écrites en français.
De nos jours, toutes les notes internationales du Vatican sont rédigées dans la langue de la diplomatie, le français. Les papes Paul VI et Jean-Paul II, reçus à l’ONU, se sont adressés en français — qui est, d'ailleurs, une des deux langues officielles de fonctionnement de l'ONU.
En pratique, l’utilisation du français comme langue de travail doit se traduire dans l'utilisation des outils informatiques tels que le web sémantique.

### Europe

#### Langue étrangère

Connaissance du français dans l’Union européenne et les pays candidats en 2005

Le français était jusqu'à il y a quelques années la deuxième langue étrangère la plus enseignée dans les écoles de l’Union européenne (l’espagnol arrivant seulement loin derrière en 4e position). Avec l’entrée de la Roumanie et de la Bulgarie dans l'Union européenne depuis janvier 2007, le français repasse devant l’allemand en tant que langue étrangère la plus enseignée dans l’Union après l’anglais.
Au Portugal, depuis 2004, l'apprentissage d'une seconde langue étrangère est obligatoire ; le français est choisi dans la grande majorité des cas[réf. nécessaire]. En 2006, 60 % de la population francophone avait moins de 30 ans,. En 2007, le français a remplacé l'anglais dans les écoles du Land de Sarre en Allemagne, le français y devient donc la première langue étrangère obligatoire[réf. nécessaire]. Récemment, les entreprises chinoises se sont mises au français pour pouvoir investir en Afrique. En 2008, l'université roumaine Danubius de Galați - Roumanie, publie un article intitulé « Le français - langue universelle, car aussi (et surtout) langue du droit ! ». La Lituanie compte depuis la rentrée 2009 un réseau de douze établissements bilingues francophones, dont l’École Dzukija d’Alytus, où la première section bilingue lituanienne avait été créée en 2002.
Il existe une politique de promotion du français dans l'Union européenne, avec le « Plan pluriannuel d’action pour le français » mis en place en 2002 entre les gouvernements français, luxembourgeois et de la Communauté française de Belgique avec le concours de l’Organisation internationale de la francophonie. Les quatre volets de ce plan sont :
- formation en français :
  - des diplomates, fonctionnaires et agents des pays candidats à l'adhésion qui travaillent en liaison avec les institutions de l'Union européenne et qui sont chargés de l'application et de la mise en œuvre de l'acquis communautaire ;
  - des fonctionnaires des institutions européennes (administrateurs, interprètes et traducteurs)[41] ;
- formation des interprètes francophones des pays candidats à l'adhésion et formation aux langues de ces pays des interprètes de langue française des institutions de l'Union européenne ;
- formation de traducteurs francophones des institutions de l'Union européenne aux langues des pays candidats à l'adhésion et formation au français des traducteurs de ces pays ;
- développement des technologies de l'information et de la communication pour favoriser l'usage du français comme langue de travail des institutions de l'Union européenne.

#### Allemagne
En 2012, le français est et reste de loin la deuxième langue enseignée en Allemagne (27 %), malgré l'hégémonie de l'anglais (74 %) et l'émergence récente, bien qu'encore assez faible, de l'espagnol. Cette importance du français n'avait pas bougé au cours des dernières décennies mais a accusé une régression de 7 % ces cinq dernières années.
En 2007, le français a remplacé l'anglais dans les écoles du Land de la Sarre en Allemagne, à la frontière avec la France. Le français y devient donc la première langue étrangère obligatoire. La Sarre est le seul Land allemand à faire du français, avec l’anglais, une seconde langue obligatoire dans les lycées. À l’université de la Sarre, les bacheliers allemands et français peuvent étudier parallèlement le droit allemand et français en vue de passer une licence de droit. Plus d'un élève sur deux apprend le français en Sarre, car son enseignement y détient une exclusivité dès le primaire.

#### Belgique

Le français de Belgique est principalement parlé dans la Communauté française, en rouge sur la carte. Cependant la région flamande compte aussi de nombreux francophones, de langue maternelle et seconde.

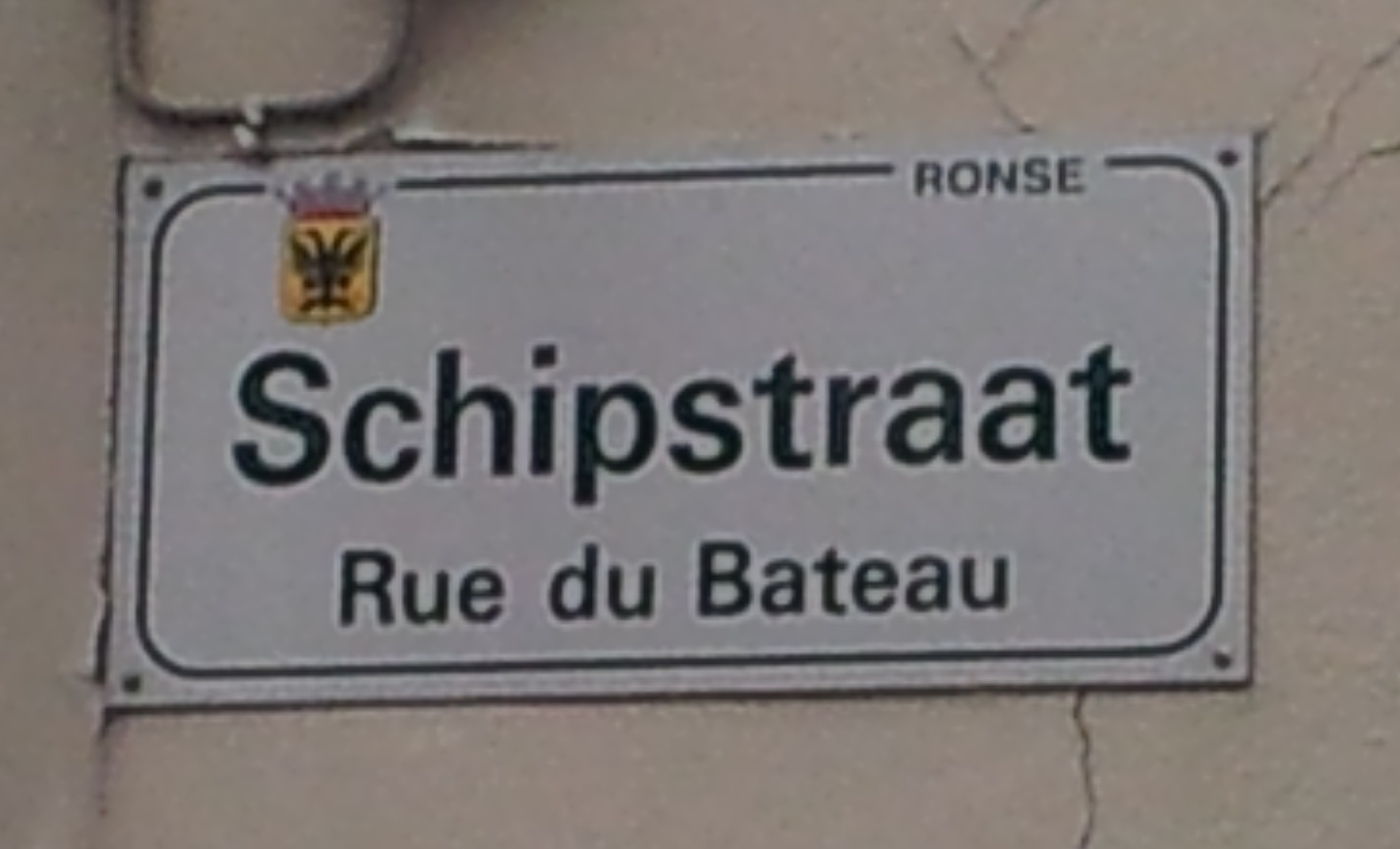
Signalisation bilingue néerlandais-français à Renaix. (Flandre-Orientale).

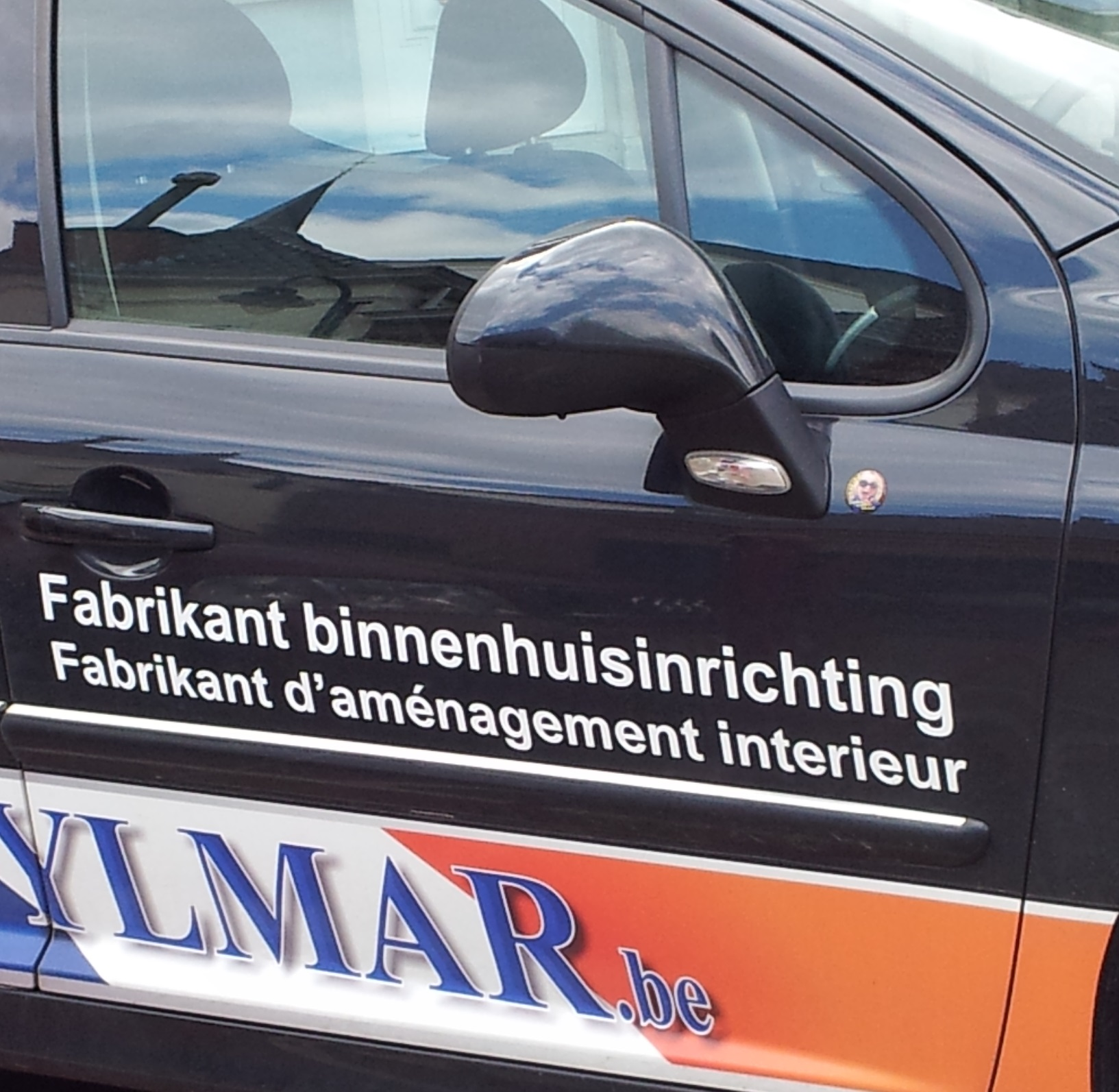
Le français en Flandre (Belgique) : « Fabricant » orthographié : « Fabrikant » avec un k comme en néerlandais. (photo prise à Renaix, Flandre)

Le français est parlé par environ 40 % de la population belge, principalement dans les provinces du sud du pays – la Région wallonne – ainsi qu’à Bruxelles, la capitale. Il est encore parlé en Région flamande, historiquement langue de la bourgeoisie. Ceci est encore particulièrement remarquable à Anvers, Gand et Courtrai. Il est également parlé dans les familles francophones de la périphérie bruxelloise, des Fourons et des autres communes à facilité. La minorité francophone en Flandre comptait 367 000 personnes en 2009 soit 5,9% de la population flamande.
En Région wallonne, les langues romanes régionales comme le wallon ou le picard ont été remplacées par le français au fur et à mesure de l’instruction de la population, si bien qu’elles ne sont quasiment plus utilisées. Les enfants qui allaient à l’école apprenaient la langue de l’administration et de la bourgeoisie. Une évolution pareille s'est d'ailleurs produite à Bruxelles, historiquement de langue néerlandaise.
Dans certaines provinces (Liège, Namur…), il en est resté des mots du vocabulaire typiquement locaux comme des mots wallons tels que macrale (sorcière), oufti (typiquement de Liège, intraduisible ; ce serait une sorte de « diantre ! » mais résolument plus « populaire »), potchî foû (s’énerver), clinche (poignée de porte qui rappelle notre clanche) et des expressions idiomatiques telles que « tomber bas de ses clicotes » (potchîr foû de ses clicotes, l’expression complète pour s’énerver), « petèye-crompîre » (pomme de terre petée, c’est-à-dire avec la peau, enveloppée dans de l’aluminium et passée au four, ou à l’ancienne, sans aluminium et directement dans les braises), « tesse to po ! » (tais-toi donc un peu !) et « c’est todi les petits que l’on språtche » (c’est toujours les petits que l’on écrase). Il existe le même phénomène dans d’autres régions comme dans le Tournaisis ou à Bruxelles.
Les termes propres au français parlé en Belgique et admis par les dictionnaires, tels que chicon (endive), crolles (bouclettes), nonante (90), septante (70), bourgmestre (maire)…, sont appelés des belgicismes.

##### Bruxelles

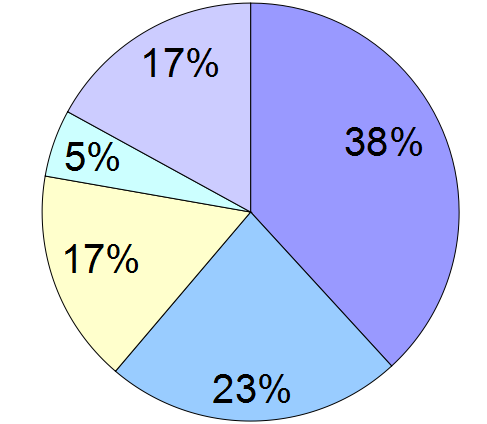
Langues parlées à la maison (Bruxelles-Capitale, 2013 – estimations)
Français
Néerlandais et français
Néerlandais
Français et langue étrangère
Autres langues

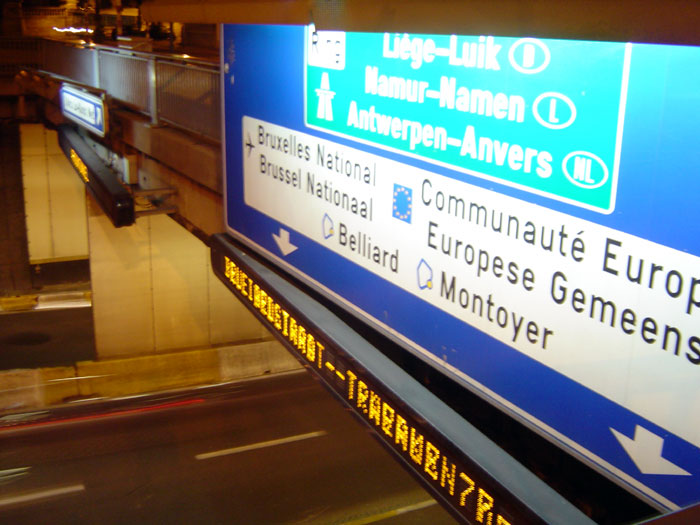
Signalisation bilingue français-néerlandais à Bruxelles

Au cours des XIXe et XXe siècles, Bruxelles est passée d'une ville quasiment entièrement néerlandophone à une ville bilingue, voire multilingue, avec le français pour langue majoritaire et lingua franca. Bien qu'historiquement Bruxelles fût une cité dont les habitants parlèrent des dialectes brabançons — communément appelés « dialecte flamand », —, la situation linguistique bruxelloise changea radicalement au cours des deux derniers siècles. À côté d'une immigration française et wallonne, cette progression du français s'explique avant tout par la conversion linguistique de la population néerlandophone au cours des générations. La raison en fut le manque de considération dont jouissait le néerlandais en tant que langue de culture au sein de la société belge, renforcé par l'attrait que représentait à l'époque le français comme langue de grande culture et des échanges internationaux,.
Cette transformation démarra graduellement au XVIIIe siècle mais prit toute son ampleur lorsque la Belgique devint indépendante et que Bruxelles déborda au-delà de ses murs,. La francisation réelle et massive de la population urbaine ne commença cependant que dans la seconde moitié du XIXe siècle. À partir de 1880, une véritable explosion de bilingues est constatée au détriment des néerlandophones unilingues,. Le néerlandais ne se transmettait plus à la génération suivante, ce qui a eu pour effet une augmentation considérable du nombre des francophones unilingues après 1910. À partir des années 1960, à la suite de la fixation de la frontière linguistique et de l'essor socioéconomique de la Région flamande, la francisation des néerlandophones a stagné,. Selon une étude publiée en 2013 par la Vrije Universiteit Brussel (VUB), 38 % des familles bruxelloises parlèrent exclusivement le français à la maison en 2006, face à 5 % de familles exclusivement néerlandophones. Il y avait également 17 % de familles bilingues néerlandais-français.

#### Italie

##### Vallée d'Aoste

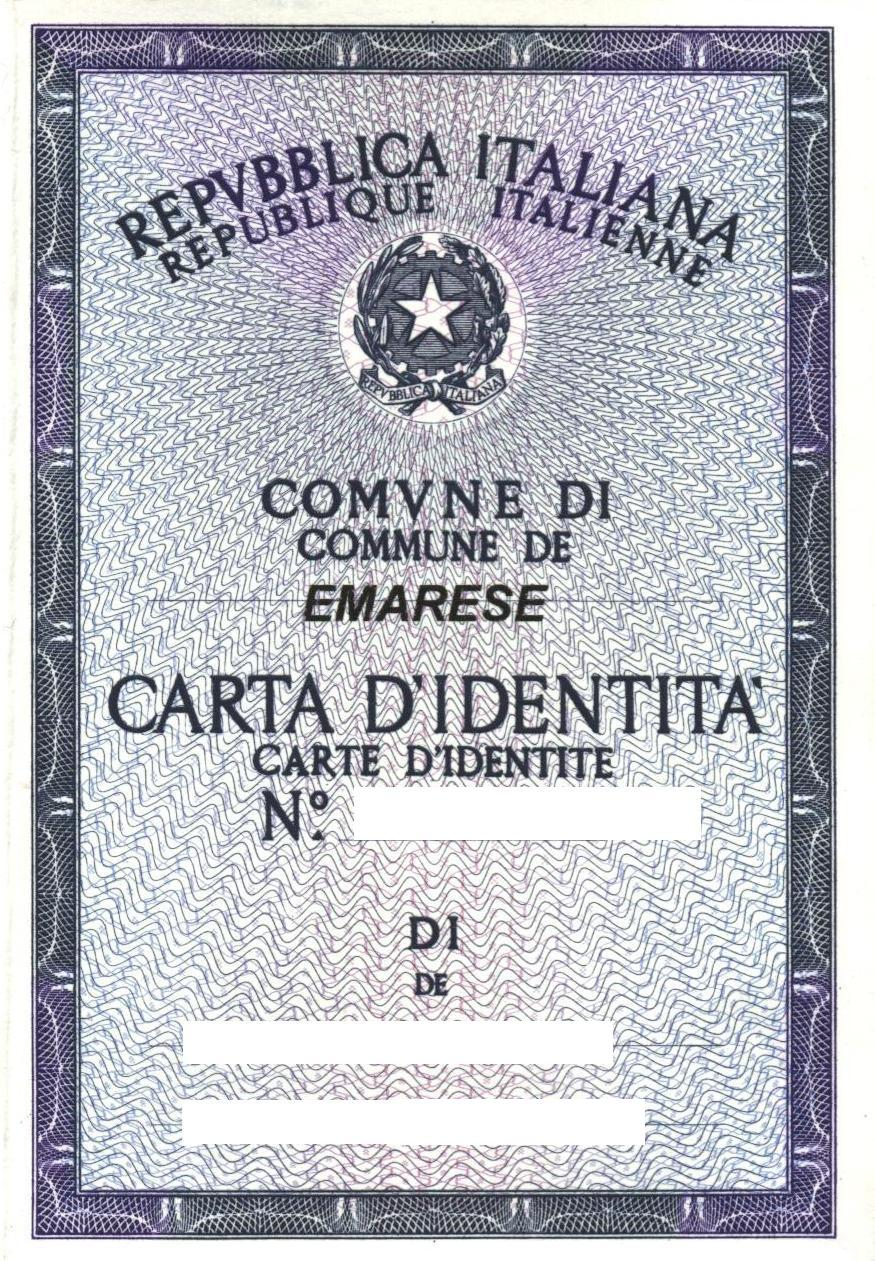
Bilinguisme franco-italien sur les cartes d’identité des Valdôtains.

La Vallée d’Aoste, la plus petite des régions italiennes, où se concentrent les plus hauts sommets européens, dont le mont Blanc, faisait partie de la première administration au monde (le duché de Savoie) qui ait employé la langue française comme langue officielle (1536), trois années avant la France même.
Le français est devenu la langue officielle de la Vallée d'Aoste après la promulgation de l'« édit de Rivoli » par Emmanuel-Philibert Ier de Savoie le 22 septembre 1561.
En Vallée d’Aoste, le français historiquement a toujours occupé une position prédominante par rapport au patois valdôtain d’origine arpitane. Après le traité de Turin (1860), cette région francophone se retrouva en minorité par rapport aux autres régions italophones du royaume de Sardaigne et l’italien commença forcément à se diffuser. Dans le recensement linguistique de 1861, plus des 93 % de la population se déclarait francophone. En 1921, lors du dernier recensement qui comportât encore une question sur la langue (la République s’accommoda de la méthodologie statistique du "ventennio”, qui excluait qu’un Italien puisse parler autre chose que l’italien) ils étaient encore 88 %. Au XXe siècle, à cause de la tentative d’anéantissement du français de la part du régime fasciste et surtout après la Seconde Guerre mondiale, l’usage de cette langue a presque disparu, même si elle est officielle : en septembre 2001, bien qu'encore 75 % des valdôtains connaissent le français et que 60 % considèrent le parler bien ou assez bien, seulement 4 % déclarent l'utiliser. Ce processus est dû, sans doute, d’une part à l’attachement des Valdôtains pour leur patois, et, d’autre part, aux médias italiens et aux petites dimensions de la région.
Aujourd'hui, le français joue encore un rôle primaire dans l’activité politique (surtout dans les rapports bilatéraux avec les régions limitrophes francophones, entre autres dans le cadre des projets Interreg) et chez les intellectuels valdôtains. À l’école, le français est enseigné pour une quantité d'heures égale à celle de l’italien, ce qui fait en sorte que tous les Valdôtains connaissent cette langue au moins au niveau passif, à côté de la langue maternelle italienne (surtout à Aoste) et valdôtaine dans les autres communes de la région. La signalisation routière est presque parfaitement bilingue, avec des déséquilibres parfois en faveur de l’une, parfois de l’autre langue. Le français valdôtain présente des différences par rapport au français standard relevant de l’influence du patois local : l’inversion sujet-verbe dans les questions est très fréquente à l’oral, le verbe se tracasser est utilisé au lieu de s’agiter, et bailler pour donner, les chiffres soixante-dix, quatre-vingts et quatre-vingt-dix sont souvent transformées en septante, huitante, nonante. Le maire est appelé syndic et la mairie, maison communale.

#### France
Le français est la langue officielle de la République française.

#### Luxembourg
Le français est l'une des langues officielles du Luxembourg.

#### Suisse

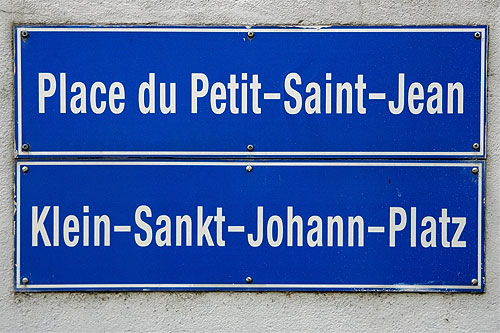
Signalisation bilingue en français et allemand à Fribourg (Suisse)

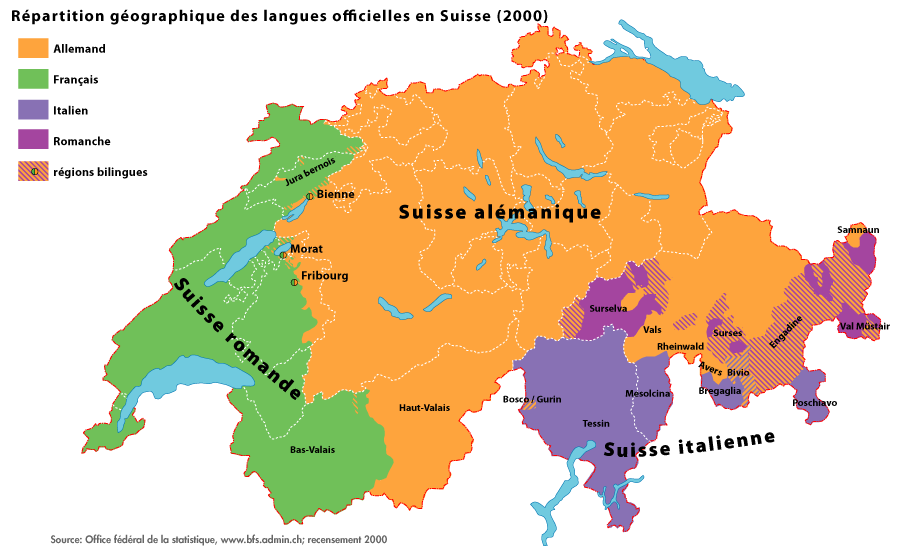
Les différentes langues de la Suisse :
allemand, français, italien, romanche.

Le français de Suisse est parlé, comme langue principale ou exclusive, par environ 1,85 million de personnes (dont 1 523 094 de plus de 15 ans en 2011).
Il est parlé surtout en Suisse romande, la partie francophone de la Suisse, mais on trouve des francophones dans tous les cantons de Suisse.
Il se différencie peu du français de France ou du français de Belgique. Ainsi un Suisse francophone n’aura aucune difficulté à comprendre un Français, alors qu’un Français pourra s’étonner de quelques mots usités en Suisse romande et dans les régions limitrophes françaises uniquement.
Le français de Suisse se caractérise par quelques termes issus de l'arpitan, par des mots tels que septante, huitante ou nonante, ainsi que localement par des mots et expressions issues de langues germaniques tel que mouttre, witz, ou poutser. Ce dernier phénomène provenant en partie de la proximité de la communauté francophone et alémanique en Suisse et fonctionne dans les deux sens. Par exemple l’utilisation du mot jupe ou vélo en suisse-allemand. Le maire est appelé syndic dans les cantons de Vaud et de Fribourg, président de commune dans les cantons de Neuchâtel et du Valais. Le repas de midi s'appelle le dîner et le repas du soir le souper. Le français local de Suisse romande ressemble à celui des régions limitrophes, notamment celui de la Savoie voisine, également de langue franco-provençale. Les nombres en suisse romand ont une similarité avec les nombres utilisés en Belgique francophone (septante, huitante, nonante).
Depuis les années 1970, la Suisse se francise de plus en plus au détriment du romanche, de l'italien et de l'allemand. En 1970 les francophones (langue maternelle) représentaient 18,1 % de la population suisse, en 1980 : 18,4 %, en 1990 : 19,4 % et en 2000 : 20,4 %.
Le recensement de 2010 confirme la tendance avec 23,1 % des résidents parlant le français à la maison (contre 61,1 % parlant allemand).
Alors que les germanophones sont en chute depuis 1941 où ils représentaient 72,6 % de la population suisse, ils n'en représentaient plus que 65 % en 1980 et 63,7 % en 2000.
Les francophones se sont aussi affirmés dans les régions francophones ; en 1990 ils représentaient 77 % des habitants des régions francophones alors qu'en 2000 ils représentent plus de 81,6 % des habitants de ces régions.
« Dans les cantons francophones, la part des germanophones et des italophones est en recul tandis que celle des francophones augmente. » Extrait du recensement fédéral de la population 2000 (Le paysage linguistique en Suisse).

### Amérique du Nord
Le français en Amérique du Nord a été introduit grâce au territoire de la Nouvelle-France, avec le Québec et la Louisiane française, qui comprenait grosso modo le centre des États-Unis actuels et l'est du Canada. C'est pour cela que beaucoup d'endroits portent des noms d'origine française comme Détroit, Bâton-Rouge, Trois-Rivières,... Une liste des noms de lieux d'origine française aux États-Unis est disponible, mais cette liste est très incomplète et ne regroupe qu'une infime partie de ces noms. En Amérique du Nord, les principaux acteurs de la francisation sont le Québec, la Louisiane et l'Acadie. Bien que faible, la francisation se produit aussi aux États-Unis, en premier lieu grâce à la Louisiane qui en 1968 crée le Conseil pour le développement du français en Louisiane qui ouvre des écoles de français et forme des professeurs à travers les États-Unis, mais aussi grâce au fait que les langues étrangères enseignées dans la plupart des écoles sont le français et l'espagnol.

#### Canada

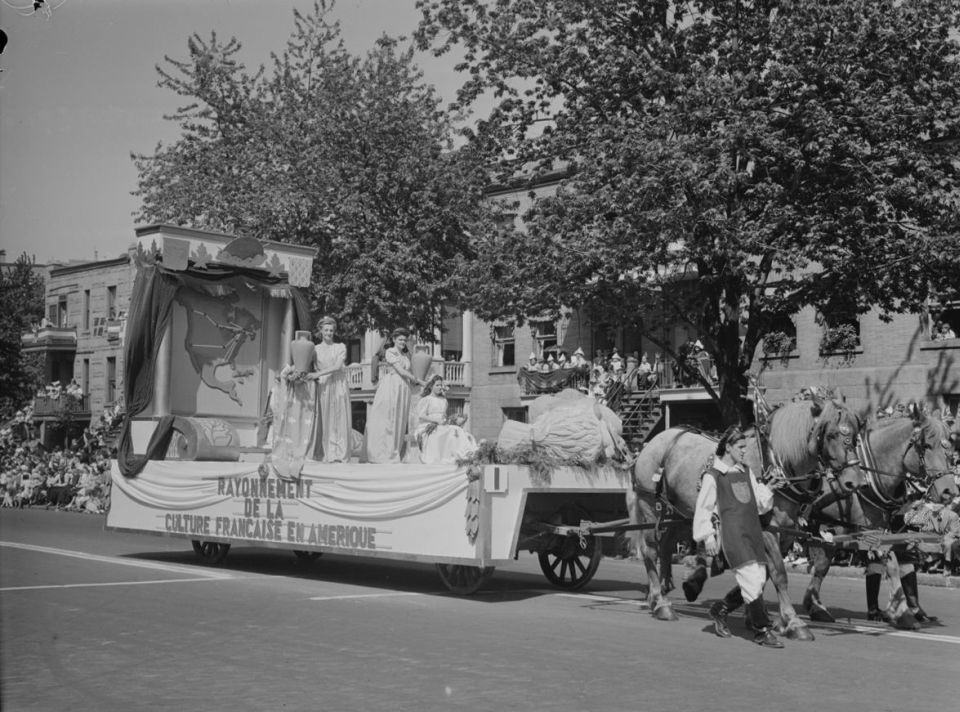
Char allégorique du défilé de la Saint-Jean-Baptiste à Montréal illustrant le rayonnement de la culture française en Amérique. 24 juin 1945.

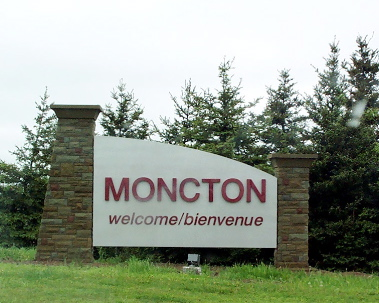
Signalisation bilingue à Moncton (Nouveau-Brunswick)

Depuis l’arrivée de Jacques Cartier, la langue française était la langue officielle de la Nouvelle-France. Plusieurs vagues de population venue de France se sont établies dans l’est du Canada. Parmi eux, les Acadiens habitent et occupent principalement les quatre provinces maritimes : la Nouvelle-Écosse, le Nouveau-Brunswick, l'Île-du-Prince-Édouard et Terre-Neuve. Dans toutes les provinces canadiennes, il y a plusieurs francophones d’origine française. Sur le pays entier en 2006, environ 9,6 millions de Canadiens (soit 30,7 % de la population) savaient parler français.

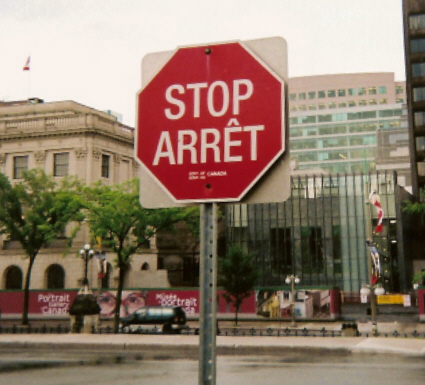
Panneau d’arrêt/stop à Ottawa

L’enseignement du français comme langue seconde dans les provinces anglophones du Canada favorise l’apprentissage de la langue française aux Canadiens.
Le Québec est la seule province canadienne où le français est l’unique langue officielle. Le Nouveau-Brunswick, quant à lui, est la seule province à être bilingue officiellement. Les huit autres provinces sont unilingues anglophones. Au niveau des institutions fédérales, le français est une des deux langues officielles. Le Québec est la province qui compte le plus de francophones dans le pays avec près de 6 millions et demi de personnes qui ont cette langue comme langue maternelle, soit 80 % de la population, suivi de l’Ontario avec près de 582 695 francophones, soit 4,8 % de la population totale de la province. Le Nouveau-Brunswick, étant bilingue, a une forte concentration de francophones, installés principalement dans le nord-ouest, le nord-est et le sud-est de la province. La province compte 230 000 francophones représentant 33 % de la population totale. Environ 23 % des Canadiens déclarent avoir le français comme langue maternelle.

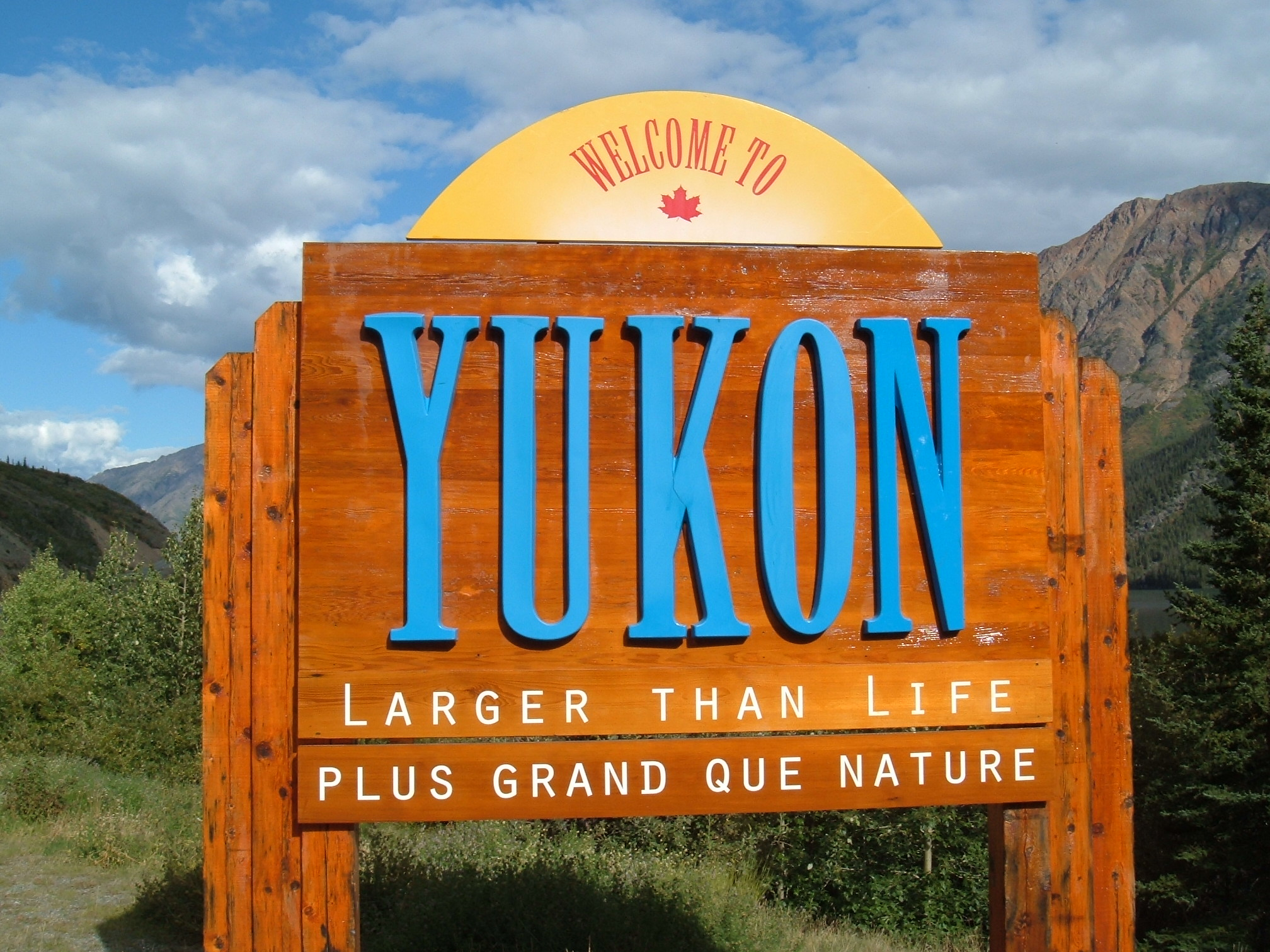
Panneau touristique bilingue au Yukon

Sous la pression du Québec et des francophones du Canada, le 7 juillet 1969, la Loi sur les langues officielles est votée et le français obtient un statut égal à celui de l'anglais dans toutes les instances gouvernementales fédérales.
Les francophones de l'extérieur du Québec obtiennent le droit d'aller à l'école publique en français de la même façon que les anglophones du Québec pouvaient le faire depuis des générations, des lois obligent toutes notices d'aliment à être rédigées en anglais et en français ; tout service gouvernemental fédéral peut être effectué dans les deux langues, les lois doivent être disponibles dans les deux langues.
Depuis 1951, le nombre de francophones à l'extérieur du Québec a augmenté passant de 721 820 en 1951 à 935 692 en 1971 puis à 1 020 545 en 2001,.
Depuis 1996, la proportion de francophones est restée stable, alors que la proportion d'anglophones a baissé de 1 %. De plus, une augmentation du nombre des francophones (hors Québec) utilisant le français au travail est observée : il passe de 65 % en 2001 à 66 % en 2006. Et c'est plus d'un quart de million d’anglophones hors Québec qui utilisent régulièrement le français au travail. Le nombre de personnes parlant le français a quant à lui presque doublé depuis la loi sur les langues officielles : d'environ 800 000 personnes en 1960, on[Qui ?] est passé à 2 561 960 de personnes qui auraient en 2006 la capacité de le parler au Canada hors Québec. Au Québec, il est recensé 7 028 740 francophones.
Sur l'ensemble du territoire canadien il y avait 9,6 millions de francophones en 2006, soit 30,7 % de la population,. La prochaine mise à jour du nombre de francophones, avec les chiffres du recensement de 2011, sera mise à la disposition de tous le 14 octobre 2012 (Calendrier de la diffusion du Recensement de 2011).
La population dont le français est la langue parlée le plus souvent à la maison a elle aussi augmenté dans l'ensemble du Canada (+1,3 % de 1996 à 2001 et +2,4 % de 2001 à 2006).

##### Québec
Au Québec en particulier, l’espace linguistique francophone n’a plus été nourri de façon privilégiée par les apports de la métropole, ni soumis à son influence, depuis la Conquête anglaise en 1759 jusqu’au XXe siècle environ. Le français y a conservé ses influences lexicales empruntées au vocabulaire de la marine du XVIIIe siècle (« barrer » une porte pour « verrouiller », par exemple), mais également des formes archaïques qui ont été maintenues en français nord-américain : on dit « breuvage » pour « boisson », soit la même nuance qui existe en anglais entre le beverage américain et le drink britannique[réf. nécessaire], le terme québécois ayant conservé le même sens neutre qu’en vieux français (boisson).
Depuis la seconde moitié du XXe siècle, c’est une véritable ingénierie linguistique qui a participé de l’évolution du français québécois, notamment en inventant des équivalents québécois à des anglicismes. On dit « courriel » pour e-mail et « clavarder » pour chatter.
L’Office québécois de la langue française (OQLF) est, dans ses missions de veille terminologique, l’équivalent québécois de l’Académie française en France : son rôle est à la fois consultatif et normatif. Au sein de la francophonie mondiale, l’influence considérable et relativement nouvelle de l’OQLF et du français québécois en matière lexicale (mots francisés, néologismes, etc.) est importante même en dehors du Québec. Pour illustration, l’Académie française « importe » et intègre désormais beaucoup d’apports lexicaux québécois (recommandés par l’Office québécois en ce qui concerne l’usage de la langue au Québec), enrichissant le français international et permettant la diffusion de ces termes dans la Francophonie mondiale. Par exemple, après avoir été initialement « marqués » comme des québécismes, des termes comme « courriel » sont désormais considérés comme des mots standard pour l’ensemble des pays francophones (« français international ») et ne sont plus nécessairement « différenciés ».
Le but de l’OQLF dans les matières terminologiques n’est pas de s’écarter de la norme internationale du français (grammaire, etc.), mais d’encadrer sa variante nord-américaine, dans le respect des règles communes de la langue française (corpus commun)[réf. nécessaire]. En cela, les activités lexicales de l’Office contribuent à enrichir le français international par une contribution québécoise. L’office propose sur l’Internet son grand dictionnaire terminologique.
Le Québec déploie tous les moyens pour améliorer la qualité de l’enseignement du français. Ce dernier adopte, comme référence, une nouvelle méthode pour l’enseignement de la grammaire française. Le Multidictionnaire de la langue française est l’outil de référence pour consulter les mots français, les anglicismes, les faux amis, etc.
La Charte de la langue française, connue également sous le nom de loi 101, a permis à la langue française d’être officialisée et protégée dans la province de Québec. De plus, l’apprentissage de la langue française aux nouveaux arrivants allophones devient une des priorités du gouvernement québécois.

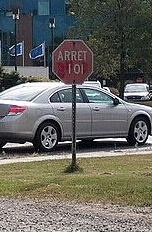
L'affichage bilingue heurte la fibre francophone et la sensibilité de certains Québécois, comme en témoigne le vandalisme sur ce panneau québécois bilingue ARRÊT-STOP en référence à la loi 101.

Les immigrants venus de France lors du régime de la Nouvelle France (1534-1759) ont constitué la première population francophone du monde à réaliser son unité linguistique, et cela, deux siècles avant la France, et sans véritable intervention étatique.
Le Québec travaille activement à la francisation de son territoire, depuis la mise en place en août 1977 de la Charte de la langue française (ou Loi 101). Le Québec est alors la seule province unilingue francophone. Les autres provinces sont soit bilingues (exemple : le Nouveau-Brunswick) ou juste anglophones mais avec des facilités administratives pour les petites minorités francophones (exemple : l'Ontario, la Saskatchewan). Par contre, depuis la loi sur les langues officielles du Canada, tous les territoires du Canada ont le français comme langue officielle.
Cette loi 101, qui est une charte visant à faire respecter la langue française et à franciser les immigrants du Québec, instaure des lois linguistiques inédites, par exemple l'obligation d'affichage unilingue en français à l'extérieur des commerces, et l'obligation pour tout affichage commercial intérieur d'avoir le texte français écrit plus gros que celui de toute autre langue. La loi 101 force toute personne à étudier dans une école publique francophone, sauf si l'un des deux parents a fait son éducation primaire ou secondaire au Canada dans une école anglophone. Le nombre d'élèves anglophones a chuté de 43 % en vingt ans, passant de 256 251 élèves anglophones en 1971-72 à 111 466 en 1994-95. Ce phénomène est encore plus présent dans l'île de Montréal, ou le nombre d'élèves étudiant en anglais a subi une diminution de 60 % entre 1971 et 1995. Aussi un certificat de francisation est accordé aux entreprises de 100 employés et plus qui démontrent que leurs employés francophones peuvent travailler en français. (Le taux de certification des entreprises québécoises est passé de 71,4 % en 2002 à 80,7 % en 2007).
La connaissance du français dans l’ensemble du Québec est passée de 93,6 % en 1991 à 93,9 % en 1996 puis à 94,6 % en 2001.
Chez les personnes de langue maternelle anglaise, l'aptitude à parler le français est passée de 35 % en 1971 à 60 % en 1991, à 67,2 % en 2001, puis à 71 % en 2006. Chez les personnes de langue maternelle tierce, l'aptitude à parler le français est passée de 35 % en 1971 à 68,6 % en 1991 à 73,5 % en 2001, puis à 75,3 % en 2006.

###### Mesures institutionnelles prises au Québec
La Loi sur la langue officielle (loi 22) est adoptée en 1974. La Charte de la langue française (loi 101), adoptée le 26 août 1977, réaffirme l'unilinguisme francophone de la province, et institue le Conseil supérieur de la langue française et la Commission de toponymie. La Commission de protection de la langue française, quant à elle, a pour mission d'assurer le respect de la Charte de la langue française. Cette charte est modifiée le 1er octobre 2002 à la suite de l'adoption de la loi 104.
L’Office de la langue française (OLF), devenue l’Office québécois de la langue française (OQLF) en 2002, et le ministère des Affaires culturelles sont créés le 24 mars 1961. Le rôle de l'OQLF est de veiller à ce que le français soit la langue de travail, des communications, du commerce et des affaires dans l'administration et les entreprises. Il rédige un dictionnaire gratuit en ligne, le Grand dictionnaire terminologique (GDT), donnant les équivalents français de termes anglais ou latins dans 200 domaines d'activité. Il propose également les alternatives à l'utilisation de plus de 150 anglicismes employés couramment et signale les faux-amis. Il offre également aux internautes sa Banque de dépannage linguistique (BDL) gratuitement.
Le Québec se montre souvent plus réticent que l'Europe francophone à utiliser à l'écrit des anglicismes, ce à quoi les annonceurs publicitaires s'adaptent. Par exemple l'ordinateur portable MacBook d'octobre 2008 est vanté par Apple pour sa « coque unibody » en France, mais pour son « boîtier monocorps » au Canada francophone.
Le certificat de francisation est accordé en vertu de la Charte de la langue française du Québec aux entreprises de 100 employés et plus qui démontrent que leurs opérations quotidiennes se déroulent en français. Alors que le taux de certification des entreprises n’était que 8 % en 1981 il passe à 60 % en 1990 puis à 71,4 % en 2002 pour atteindre 80,7 % en 2007.

###### Estrie
L'Estrie, anciennement appelée « Eastern Townships » du fait de sa localisation frontalière avec les États-Unis, fut un territoire refuge pour les anglophones loyalistes fuyant la révolution américaine, l'empire britannique offrant des terres aux loyalistes dans cette région de la Nouvelle France récemment conquise. À partir des années 1760 la population est donc très largement anglophone.
Dans les années 1812, une faible quantité de Canadiens-français arrive dans la région, mais elle ne représente qu'une petite minorité parmi la population anglophone. Mais c'est dans les années 1840 qu'une grande vague d'immigration irlandaise et écossaise puis francophone débute. Alors que les francophones ne représentent toujours qu'une faible minorité parmi les autres, ils grandissent rapidement en raison d'une natalité record et d'une immigration qui ne cesse d'augmenter. Dans les années 1850-1860 ils commencent déjà à représenter une minorité importante. En 1890, poussés par une des plus fortes natalités au monde, les Canadiens-français représentent plus de 70 % de la population de l'Estrie.
Cette proportion francophone restera à peu près la même jusque dans les années 1930 ou une grande industrialisation de la région pousse les travailleurs francophones à venir en Estrie, ce qui produit une nouvelle vague de francisation : les francophones de l'Estrie passent ainsi de 76 % en 1930 à plus de 88 % en 1960. Suivi du pic de la natalité de l'après-guerre, en 2001 les francophones représentaient plus de 97 % de la population de l'Estrie.

##### Nouveau-Brunswick

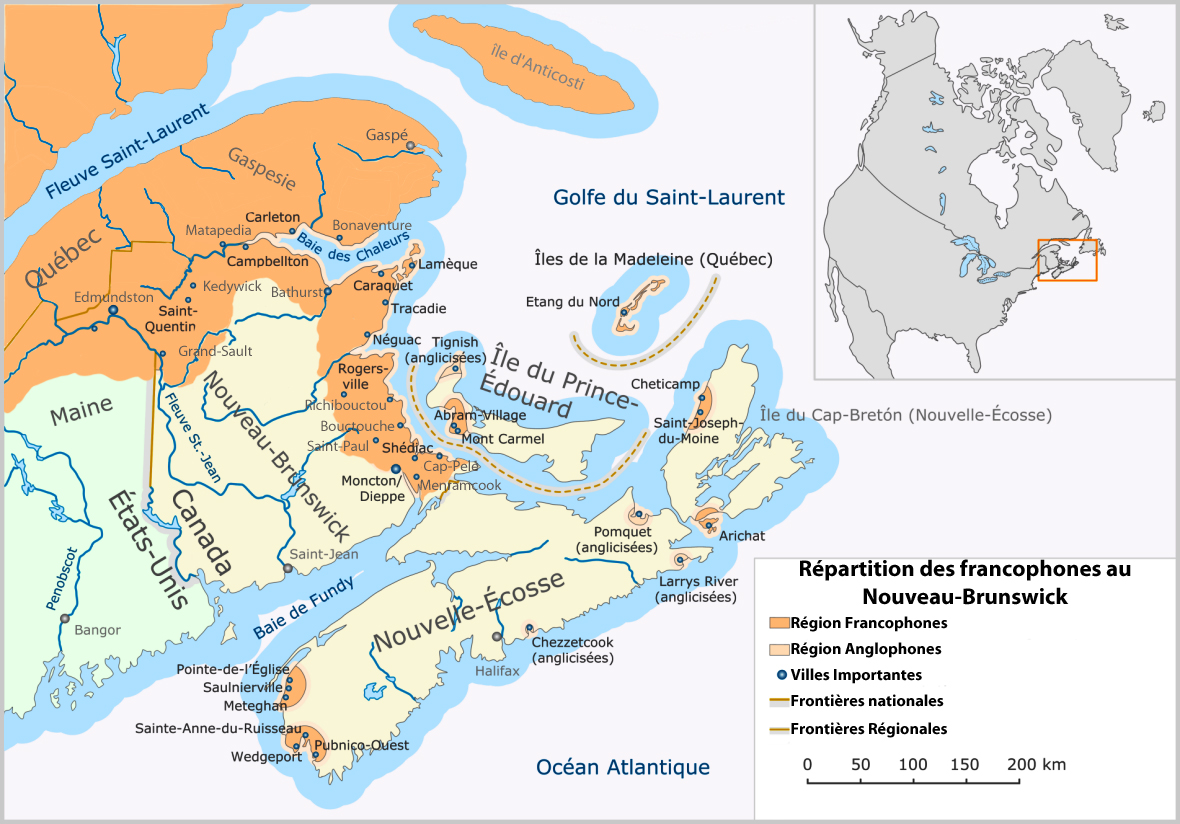
Carte des régions francophones du Nouveau-Brunswick

La population francophone du Nouveau-Brunswick a chuté depuis la prise de contrôle du territoire par les Britanniques, avec la Déportation des Acadiens et les lois antifrançaises qui ont été prises jusqu'au début du XXe siècle. Mais pourtant, on assiste depuis peu à une refrancisation du territoire du Nouveau-Brunswick (la connaissance du français de 1951 à 2001 est passée de 38 % à 43 % au N.-B.).
En 1875, un compromis admettant la possibilité de communiquer et d'étudier en français dans les écoles primaires fut le premier pas en faveur des francophones du Nouveau-Brunswick. Puis en 1922, le premier hôpital francophone de la province a vu le jour à Moncton : l’Hôtel-Dieu. Il faut attendre les années 1950-1960 pour voir les débuts de la refrancisation du Nouveau-Brunswick. En 1954, Moncton recevait la première station radiophonique de langue française de Radio-Canada puis le premier poste de télédiffusion francophone dans la même ville en 1959. Moncton devint alors le bastion francophone du Nouveau-Brunswick. Mais la francisation s'intensifie le 12 juillet 1960 avec l'élection de Louis Robichaud, le premier Acadien élu premier ministre de la province du Nouveau-Brunswick. En 1963, l'Université de Moncton est créée. Le Québec, voisin, à majorité francophone, fait pression sur le Nouveau-Brunswick en défendant la cause francophone, et en 1969 la première loi sur les langues officielles, qui rend le français et l'anglais officiels sur le plan juridique, est votée.
L'Article 16.2 stipule que « Le français et l'anglais sont les langues officielles du Nouveau-Brunswick ils ont un statut et des droits et privilèges égaux quant à leur usage dans les institutions de la Législature et du gouvernement du Nouveau-Brunswick. »
Mais les francophones trouvent qu'elle ne va pas assez loin, et les anglophones trouvent cette loi scandaleuse et font bloc contre elle, il faudra donc attendre jusqu'en 1977 pour que soient mis en vigueur tous les articles de la Loi sur les langues officielles du Nouveau-Brunswick. En 1981 est adoptée la loi reconnaissant l'égalité des deux communautés linguistiques officielles au Nouveau-Brunswick.
Voyant que cette francisation continuait d'augmenter, certains anglophones se sentant menacés ont créé le parti Confederation of Regions (COR) qui voulait abolir le bilinguisme au Nouveau-Brunswick. Le COR a obtenu près de 20 % des suffrages en 1991.
En 1988 la loi fédérale sur les langues officielles fut modifiée pour protéger et affirmer plus fortement le bilinguisme de la province.
Le gouvernement canadien s'engageait à faire la promotion de la dualité linguistique et à appuyer le développement des communautés linguistiques en situation minoritaire.
Mais c'est finalement en 2002 que le gouvernement conservateur de Bernard Lord a fini par adopter à l'unanimité une nouvelle loi sur les langues officielles ou loi 64, procédant ainsi à une mise à jour aussi nécessaire qu’attendue de la loi de 1969.
Cette nouvelle loi demande la création d'un commissaire aux langues officielles et donne à la communauté francophone du Nouveau-Brunswick de nouveaux outils législatifs lui permettant d'affirmer sa présence et de poursuivre la francisation du territoire.
L'article 29 dispose que « tout affichage public et autre publication et communication destinées au grand public et émanant d’une institution est publié dans les deux langues officielles. » Les affichages du Nouveau-Brunswick sont donc en français et en anglais, tout comme la signalisation, les lois et toutes instances gouvernementales.
Depuis les années 1990-2000 les villes se francisent, par exemple la ville d'Edmundston, qui est passée de 89 % de francophones en 1996 à 93,4 % en 2006, la ville de Moncton (de 30,4 % en 1996 à 33 % en 2006), la ville de Tracadie-Sheila (de 94 % en 1996 à 96 % en 2006), Dalhousie (de 42,5 % à 49,5 %) et Dieppe (de 71,1 % en 1996 à 74,2 % en 2006). Certaines villes sont devenues majoritairement francophones, comme Bathurst, qui est passée de 44,6 % de francophones en 1996 à 50,5 % en 2006, ou alors Campbellton, qui est passée de 47 % en 1996 à 55 % en 2006,,.
Le nombre de francophones a augmenté de 12,4 % au Nouveau-Brunswick entre 1961 et 2001.

###### Sud-est du Nouveau-Brunswick
Il est remarqué que la connaissance du français augmente énormément dans les régions à majorité anglophone comme dans le comté de Westmorland qui passe de 44 % à 55 %. Mais la région ayant subi la plus forte francisation est le comté d'Albert, en 1951 seulement 1 % de la population connaissaient le français, alors qu’en 2001 cette proportion est de 23 %,.

#### États-Unis

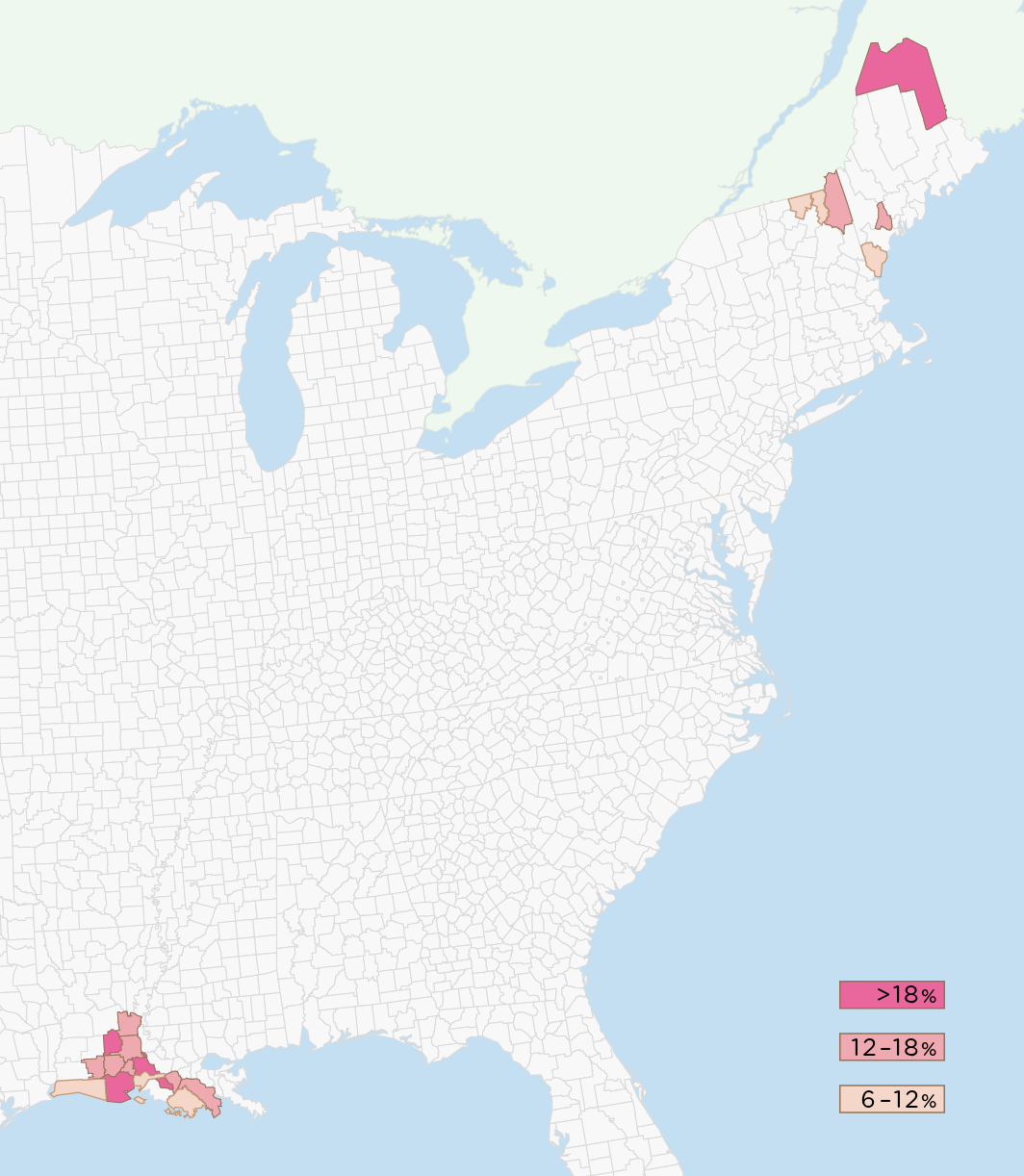
Le français aux États-Unis

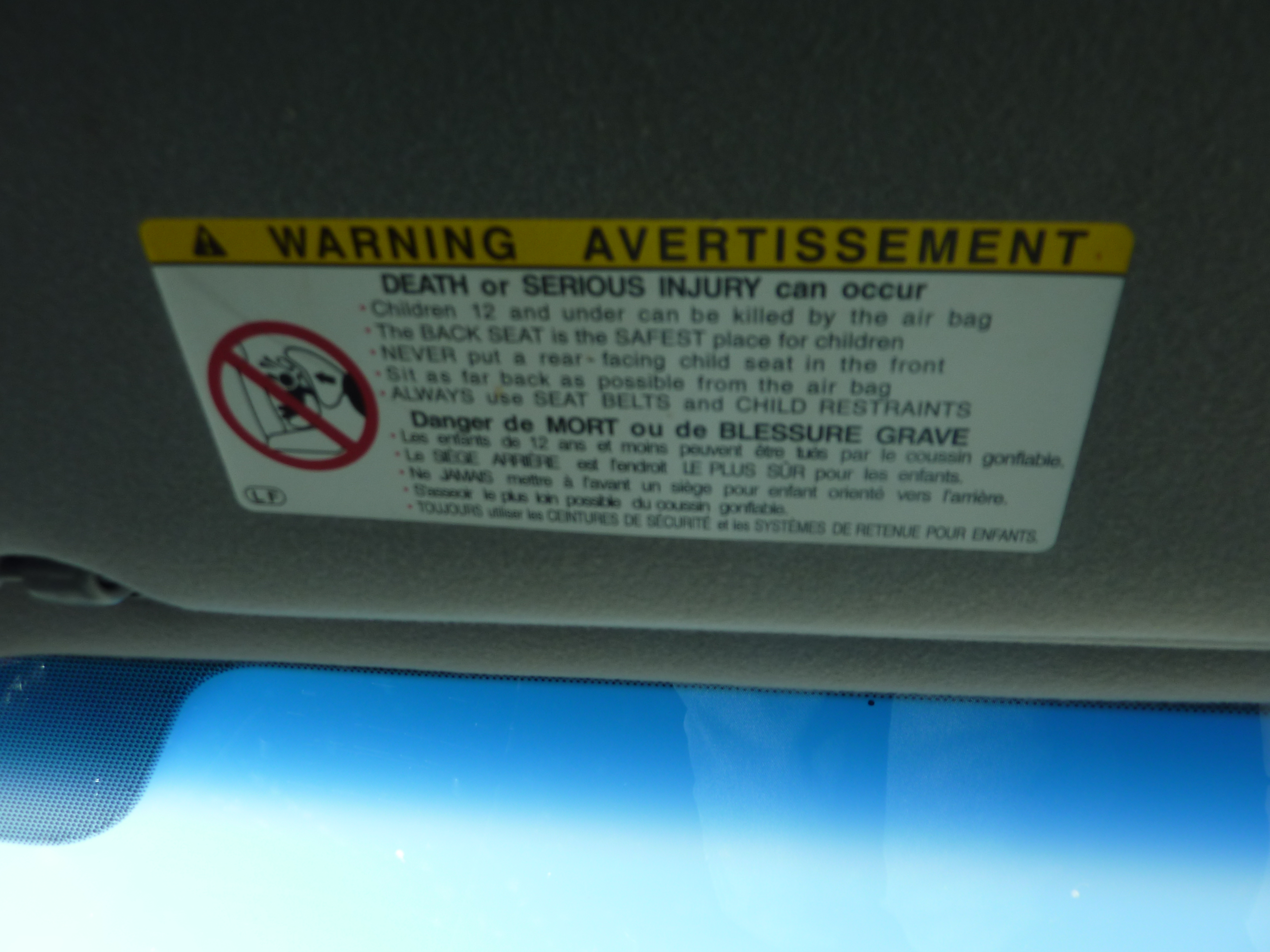
Toute inscription dans les voitures aux États-Unis est en français et anglais.

En 2009, un professeur de français de l'université d'État Virginia Tech a publié un article intitulé French, The Most Practical Foreign Language — Le français, la langue étrangère la plus utile — expliquant pourquoi, d'après Richard Shryock, le français est la langue la plus importante à apprendre aux États-Unis et dans le monde.
Le Québec joue aussi un rôle important dans la francisation des États-Unis grâce à ses lois sur l'obligation de notices en français, de nombreux emballages d'aliments ou d'objets vendus aux États-Unis sont écrits en français et en anglais. Par exemple, les messages de sécurité sur les voitures aux États-Unis sont tous rédigés en français et en anglais.
Les grandes entreprises québécoises participent beaucoup à la francisation à travers les États-Unis, en demandant à leurs employés de connaître le français ; pour ceux qui ne le connaissent pas, elles organisent des cours de francisation, d'ailleurs chaque année, un prix est remis aux entreprises ayant le mieux participé à la francisation (ce qui leur donne une très bonne image), on peut par exemple citer Zinc électrolytique du Canada Limitée, La capitale groupe financier inc ou encore Cirque du Soleil qui emploie plus de 3 000 personnes à travers les États-Unis.
Au cours du XIXe siècle, plus d'un million de Québécois immigrent aux États-Unis en raison de l'explosion démographique du Québec la revanche des berceaux leur donne le taux de natalité le plus élevé du monde à cette époque (le nombre des Canadiens français est passé de 140 000 en 1791, à un million en 1871). Cette croissance de la population a créé une surcharge par rapport aux terres cultivées, et le problème ne pouvait être résolu par les structures existantes. C'est donc plus d'un million de Québécois qui immigrent vers les États-Unis, créant une francisation des villes du Maine et du Vermont.
De nos jours, certains comtés du Maine sont toujours francophones :
- Comté d'Aroostook, Maine : 22,37 % de langue française de 73 938 habitants
- Plus de 1 000 habitants :
  - Madawaska (Maine) - 83,4 % de langue française de 4 534 habitants
  - Fort Kent (Maine) - 62 % de langue française de 4 233 habitants
  - Van Buren (Maine) - 77 % de langue française de 2 631 habitants
  - Frenchville (Maine) - 80 % de langue française de 1 225 habitants
- Moins de 1 000 habitants :
  - Eagle Lake (Maine) - 50 % de langue française de 815 habitants
  - St. Agatha (Maine) - 80 % de langue française de 802 habitants
  - St. Francis (Maine) - 61 % de langue française de 577 habitants
  - Grand Isle (Maine) - 76 % de langue française de 518 habitants
  - Saint John Plantation (Maine) - 60 % de langue française de 282 habitants
  - Hamlin (Maine) - 57 % de langue française de 257 habitants

Le sondage le plus récent de l'Association des langues vivantes (2006) montre que les inscriptions pour l’apprentissage du français dans les universités des États-Unis sont légèrement à la hausse (206 427 en 2006 par rapport à 201 979 inscriptions en 2002), mais toujours inférieures aux chiffres des années 1980 et 1990. De plus, en 2008, le Conseil américain sur l'enseignement des langues étrangères a effectué un sondage indiquant qu'il y a plus de personnes voulant étudier le français que toute autre langue étrangère aux États-Unis.
Les médias de Toronto commencent à parler de « La grande francophonie d’Amérique », projet du XXIe siècle

##### Louisiane

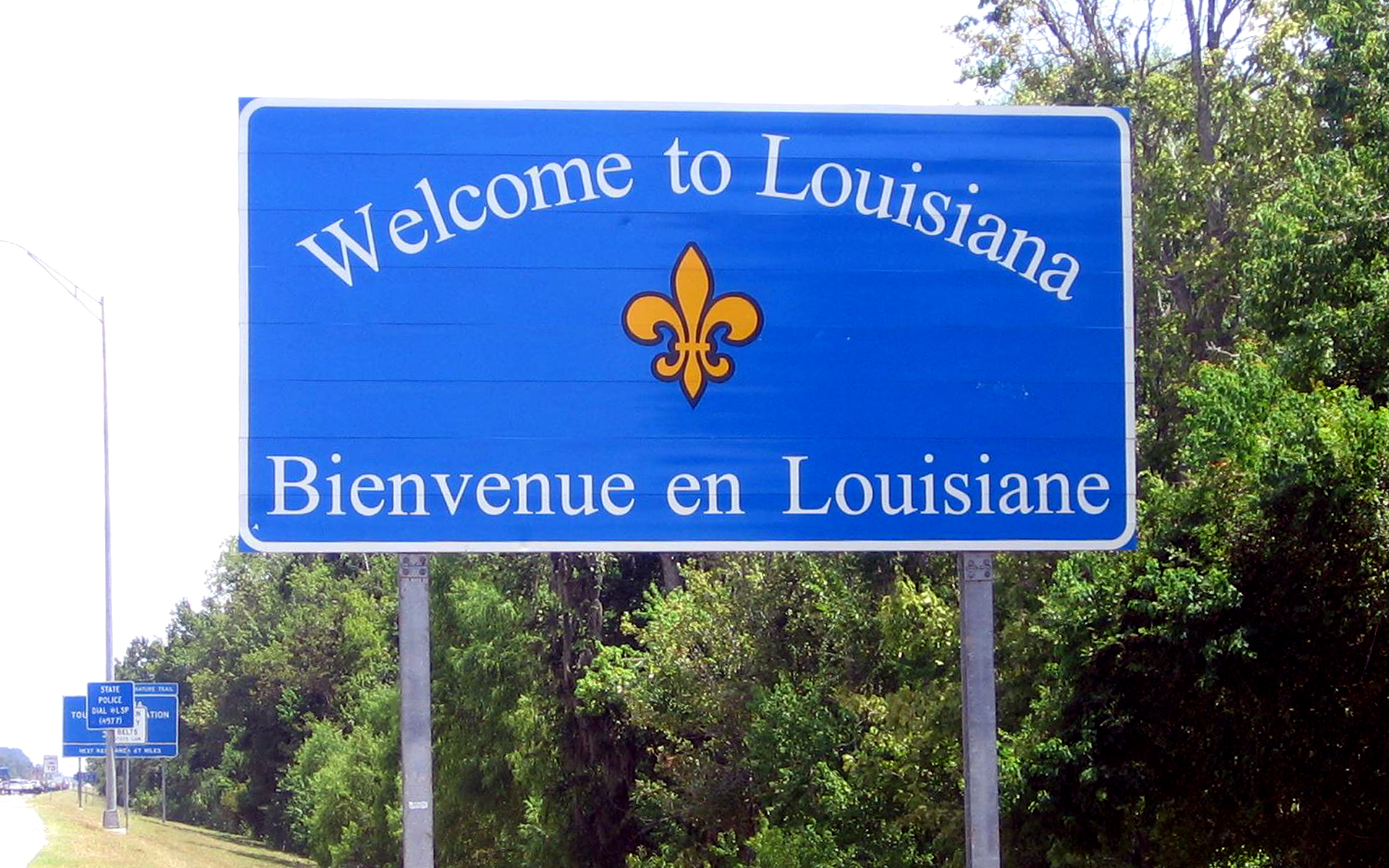
Panneau routier bilingue à l'entrée de la Louisiane

Entre 1916 et 1931 des lois successives bannissent la langue française dans les écoles. En 1921, la Constitution louisianaise déclare l’anglais seule langue autorisée. Ce n'est qu'avec l'arrivée de James Domengeaux (1907-1988), que la refrancisation de la Louisiane débute. En 1968, il obtient l'adoption de la Loi 409, créant le Conseil pour le développement du français en Louisiane (CODOFIL) qui a pour mission de « faire tout ce qui est nécessaire pour encourager le développement, l’utilisation et la préservation du français tel qu’il existe en Louisiane pour le plus grand bien culturel, économique et touristique de l’État ». À cette époque, seulement le quart de la population parlait une variété de français, sans pouvoir ni le lire ni l'écrire.
Depuis la création du CODOFIL les Louisianais ont pris conscience qu'il faillait sauvegarder cette culture française, plusieurs lois ont été votées comme :
- la Loi no 408 (1968) prévoyant l'enseignement du français dans les cinq premières années des écoles primaires et les trois premières années des écoles secondaires ;
- la Loi no 259 (1968) exigeant que les universités et les collèges forment des enseignants qualifiés en français ;
- la Loi no 256 (1968) reconnaissant la langue française comme officielle dans la publication des avis juridiques et des contrats ;
- la Loi no 458 (1968) autorisant l'établissement d'une station de télévision en français[135].

En 1971, la partie méridionale de la Louisiane est reconnue officiellement comme région francophone de l'État de Louisiane sous le nom d'Acadiana. En 1976, publication du premier livre en français cadien, « Lâche pas la patate » de Revon Reed. Arrivée des premiers enseignants belges. En 1987, pour la première fois, la Louisiane participe au Sommet de la Francophonie de Québec en tant qu'observateur.
En 1991, arrivée des premiers enseignants acadiens et en 1992 les premiers programmes d'immersion débutent. C'est en 1994 que l’Université de Louisiane à Lafayette lance le premier programme de doctorat en Études francophones en Amérique du Nord. En 1999 La FrancoFête célèbre trois cents ans de l’héritage français en Louisiane et durant l'année 2000, la première section francophone du barreau louisianais est créée.
2004 : Kathleen Babineaux Blanco est la première femme gouverneur d'origine francophone de la Louisiane.
De nombreux médias aident à la diffusion du français en Louisiane comme les radios : La voix de l’Amérique française, KLRZ et Radio Louisiane. Les associations sont aussi très nombreuses, en fait elles sont tellement nombreuses qu'en 1987 la ville de La Nouvelle-Orléans fonde le Council of Societies of Greater New Orleans afin de coordonner les organisations francophones de la ville.
Il existe une forte francophilie en Louisiane, et les liens avec le Canada, notamment avec le Québec, « porte-étendard de la francophonie en Amérique », y sont entretenus. Les dégâts occasionnés par le passage du cyclone Katrina, en août 2005, ont permis de voir s’exprimer une solidarité particulière entre ces deux régions. Voici par exemple ce qu’écrit Charles Larroque, président de l’association Louisiane à la carte : « Nous avons besoin, plus que jamais, du Québec. « Nous avons la même mère, la même langue, une culture qui « nous » ressemble, qui « nous » rassemble… Oui ! Dira-t-on ! » En Louisiane, la langue française est moins présente que jadis, mais cette langue est toujours vivante. ».
En Louisiane, le français cadien (terme dérivé du mot acadien), parfois aussi appelé « français régional louisianais » est parlé surtout dans les paroisses du sud. Le français cadien est différent du créole louisianais et on[Qui ?] présume généralement que le français cadien dérive presque uniquement du français acadien tel qu’il était parlé dans la colonie française d’Acadie (située dans ce qui est maintenant les Provinces Maritimes du Canada et le Maine). Le français cadien diffère du français métropolitain par la prononciation, le vocabulaire et l’intonation.
En 2007, la plupart des Cadiens d’ancienne génération sont bilingues, ayant grandi avec le français à la maison et l’anglais pour les études. Le nombre des locuteurs du français cadien a diminué considérablement. Toutefois, des efforts sont faits pour réintroduire la langue parmi les plus jeunes générations. Le CODOFIL a été créé à la fin des années 1960, et continue à enseigner une version de français entre le dialecte ancien cadien et le français « parisien » ou métropolitain. Aujourd’hui, les régions cadiens ou cadiennes de la Louisiane forment souvent des associations avec les Acadiens du Canada, qui envoient des professeurs de français pour réapprendre la langue dans les écoles.

##### Les comtés et paroisses les plus francophones
Note : Les gens qui parlent les créoles à base lexicale française ne sont pas comptés dans ces pourcentages.
- Paroisse de Saint-Martin, Louisiane : 27,44 % de langue française de 48 583 habitants
- Paroisse d'Evangeline, Louisiane : 25,71 % de langue française de 35 434 habitants
- Paroisse de Vermilion, Louisiane : 24,89 % de langue française de 53 807 habitants
- Paroisse de Lafourche, Louisiane : 19,12 % de langue française de 89 974 habitants
- Paroisse d'Acadie, Louisiane : 19,04 % de langue française de 58 861 habitants
- Paroisse d'Avoyelles, Louisiane : 17,64 % de langue française de 41 481 habitants
- Paroisse d'Assomption, Louisiane : 17,58 % de langue française de 23 388 habitants
- Paroisse de Saint-Landry, Louisiane : 16,70 % de langue française de 87 700 habitants
- Comté de Coös, New Hampshire : 16,17 % de langue française de 33 111 habitants
- Paroisse de Jefferson Davis, Louisiane : 16,15 % de langue française de 31 435 habitants
- Paroisse de Lafayette, Louisiane : 14,37 % de langue française de 190 503 habitants
- Comté d'Androscoggin, Maine : 14,29 % de langue française de 103 793 habitants

### Afrique

Afrique francophone :
Pays généralement considérés comme francophones.
La population de ces pays s'élevait à 442 millions d'habitants en 2020 et devrait atteindre entre 845 et 891 millions d'habitants en 2050 d'après les projections de population,.
Elle est également la langue qui progresse le plus rapidement sur l’ensemble du continent africain (comme langue officielle ou comme langue étrangère),.
Pays parfois considérés comme francophones.
Pays non francophones mais qui sont membres ou observateurs de l’OIF.

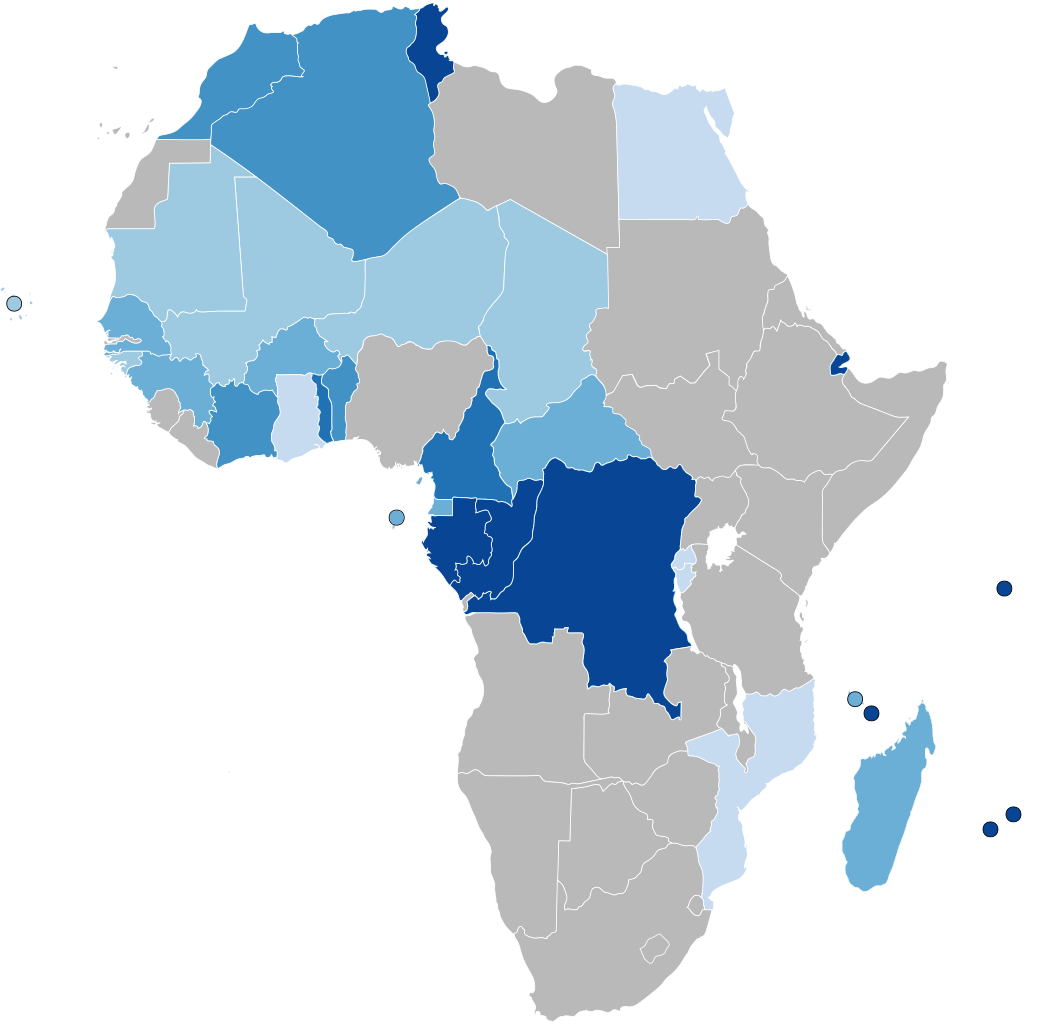
Pourcentage de locuteurs francophones par pays africain selon l'OIF en 2018 :
0-10%
11-20%
21-30%
31-40%
41-50%
>50%

Sur 53 pays, l’Afrique francophone compte 32 pays, soit plus de la moitié. En surface, la zone de ces pays fait deux fois la taille des États-Unis.
Les pays africains francophones totalisent 442 millions de personnes en 2020, soit presque 1/3 de la population du continent africain. Leur population devrait atteindre entre 845 et 891 millions d'habitants en 2050 d'après les projections de population, soit un peu plus du 1/3 de la population du continent,. D'ores et déjà, il y a plus de francophones en Afrique qu'en Europe.
Les contacts entre l’Afrique et la langue françaises débutent au XVIe siècle avec des comptoirs sur la côte ouest africaine. Marquant le début de la francophonie africaine, la première classe de français en Afrique continentale s’est tenue au mois de mars 1817 à Saint-Louis au Sénégal.
Le français a été introduit en Afrique par la France et la Belgique pendant la période coloniale, le processus de francisation a continué après la période coloniale à cause de l'énorme étendue des territoires francophones en Afrique, si bien que des pays comme le Ghana ou le Nigeria, qui sont anglophones, se voient constamment francisés car complètement entourés de pays francophones.
Un autre exemple de la francisation actuelle de l'Afrique est l'entrée en 2006 du Mozambique dans la Francophonie alors que ce pays est lusophone, le gouvernement demanda l'envoi de professeurs pour franciser le pays.
Le français est devenu la langue la plus parlée d'Afrique, le nombre de locuteurs évolue très rapidement entre 1992 et 2002, le nombre d'apprenants du français en Afrique subsaharienne et Océan Indien a augmenté de 60,37 %, passant de 22,337 millions à 34,563 millions de personnes.
On observe une tendance similaire au Maghreb. Cependant, les chiffres fournis par l'OIF pour le Maghreb ont été réunis avec ceux du Moyen-Orient, le décompte exact pour les pays du Maghreb n'est donc pas possible mais on observe une augmentation de 10,47 millions à 18 millions d'apprenants pour cet ensemble, quand bien même le français n'est pas une langue officielle (Algérie). Il faut aussi considérer le nombre de locuteurs du français dans chaque pays pour se faire une idée de l'importance que joue le français en Afrique.
Plusieurs pays africains non francophones ont aussi rejoint l'Organisation internationale de la francophonie (OIF) :
- Cap-Vert (membre depuis 1996[153], lusophone)
- Égypte (membre depuis 1983[154], arabophone)
- Sao Tomé-et-Principe (membre depuis 1999[155], lusophone)
- Ghana (membre associé depuis 2006[156], anglophone)
- Mozambique (membre observateur depuis 2006[157], lusophone)
- Guinée-Bissau (membre depuis 1979, membre suspendu le 18 avril 2012[158], lusophone)

Le français joue actuellement un rôle important en Afrique, servant de plus en plus de langue véhiculaire voire de langue maternelle (au Gabon, Côte d'Ivoire, Congo, Cameroun et Bénin notamment) dans un grand nombre de pays, et son utilisation s'intensifie. Il a donc été créé, en 2001, l'académie africaine des langues (ACALAN) afin de gérer ce patrimoine linguistique.

#### Afrique du Nord

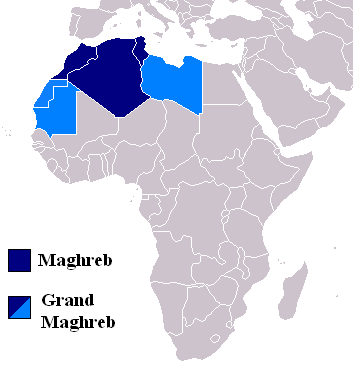
Localisation du Maghreb (le français est la langue secondaire dans tous les pays du Grand Maghreb excepté en Libye).

Sur l'ensemble de 22 pays arabes étudiés en mai 2013 par la Dubai School of Government, le français est la troisième langue d'interface la plus choisie par les utilisateurs de Facebook, le principal réseau social des pays arabes (55 millions d'utilisateurs), avec 23 % chez les hommes et 27 % chez les femmes, derrière l'arabe et l'anglais.

##### Algérie

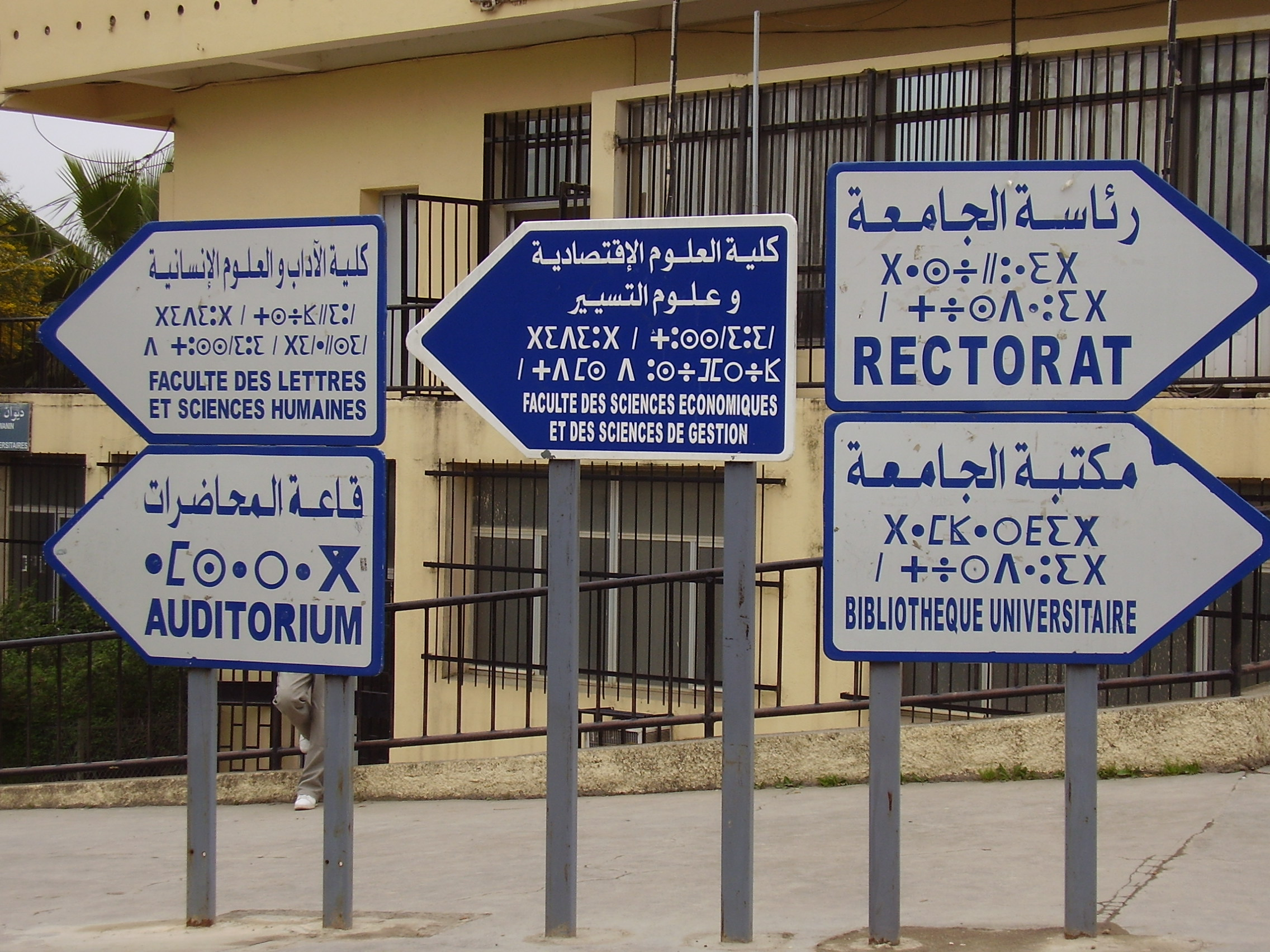
Signalisation trilingue en arabe, berbère et français à Tizi Ouzou (Algérie).

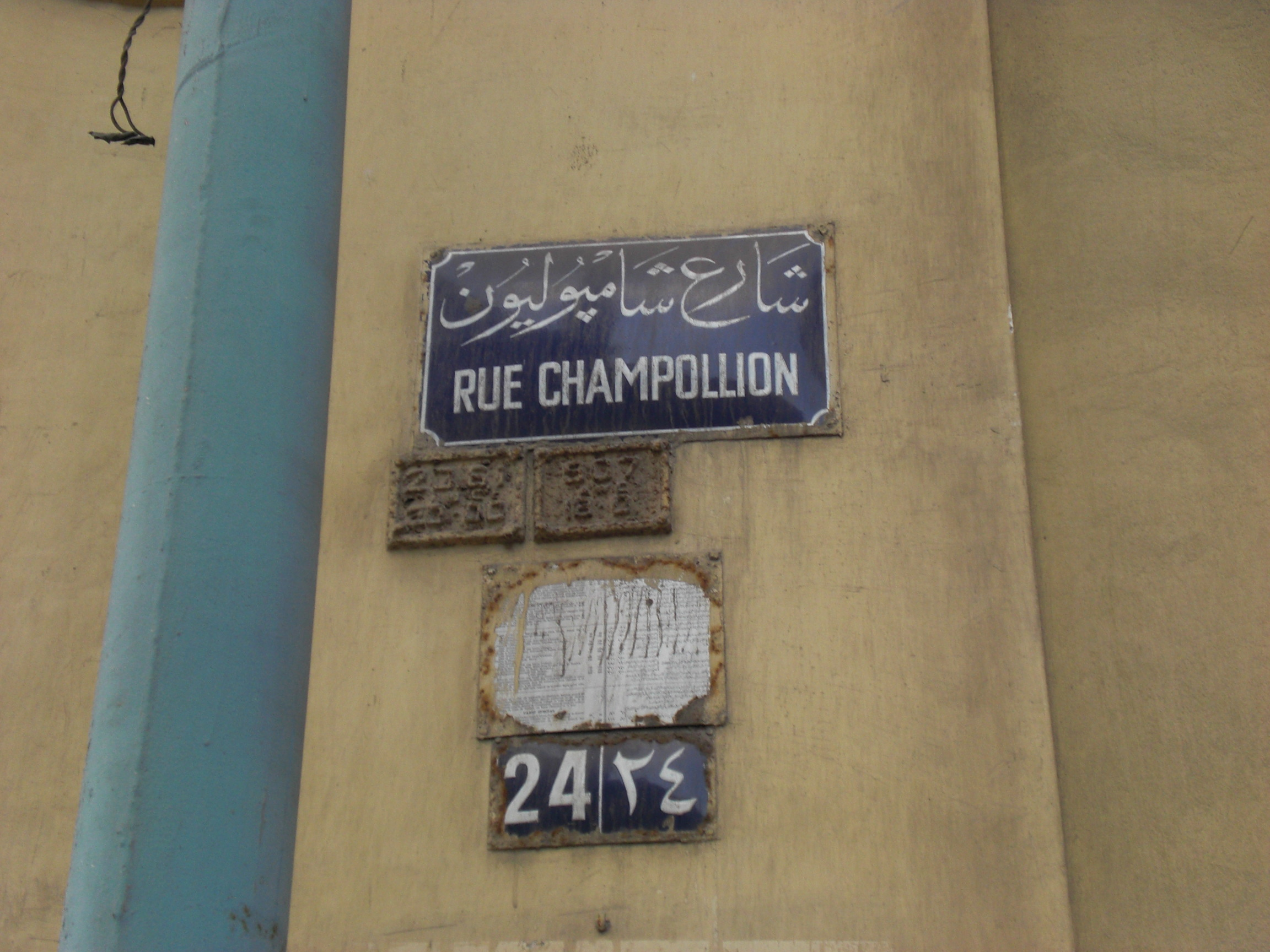
Plaque bilingue français-arabe en Alexandrie, Égypte. Il y a deux universités francophones en Égypte, l'Université française d'Égypte et l'Université Senghor.

Selon le livre La Langue française dans le monde 2010 de l'Organisation Internationale de la Francophonie (OIF), page 9 : « Nombre de personnes âgées de cinq ans et plus déclarant savoir lire et écrire le français, d'après les données du recensement de 2008 communiquées par l'Office national des statistiques d'Algérie : 11,2 millions, soit 33 % (un tiers) des 34,4 millions d'Algériens, et plus en termes de pourcentage en excluant les moins de 5 ans (qui en Algérie ne sont pas encore scolarisés). »
« Ce chiffre ne tient pas compte de ceux qui sont capables de s'exprimer en français ou de le comprendre [...] » : il y a forcément plus de personnes sachant parler la langue française que de personnes sachant la lire et l'écrire.
Selon un sondage publié par l'institut Abassa 60 % des foyers algériens comprennent et/ou pratiquent le français et selon une étude du conseil supérieur de l'enseignement, 70 % des parents d'élèves souhaitent que leurs enfants apprennent le français.
En Algérie il y a 111 000 personnes qui ont le français pour langue maternelle, pour la plupart des descendants de Pied-Noir.

##### Maroc

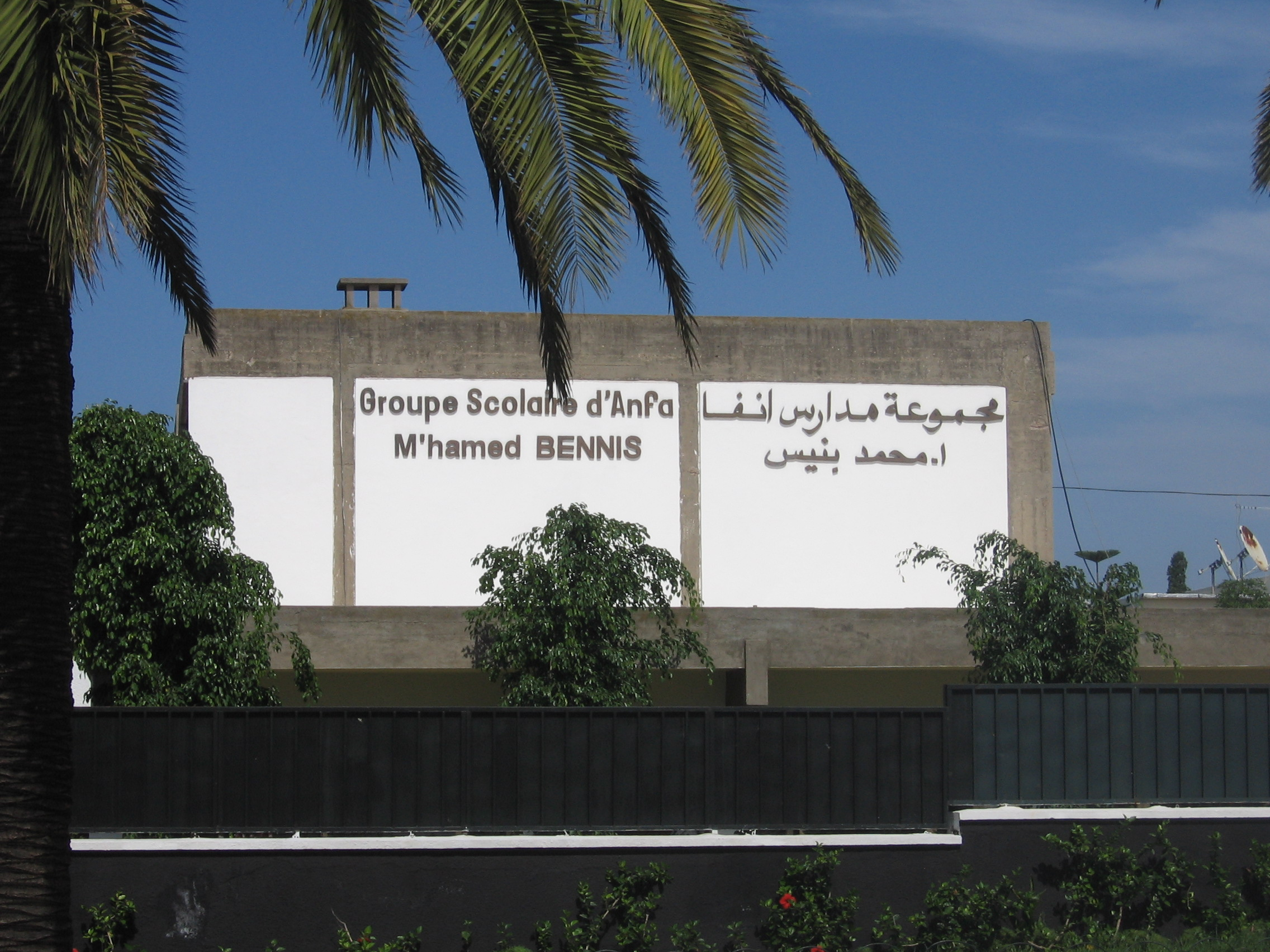
Une école dans le quartier d'Anfa à Casablanca, Maroc.

Le français n'est pas langue officielle, mais le Bulletin officiel est publié à la fois en arabe et en français, qui reste la langue de travail de beaucoup de ministères marocains.
C'est la langue officieuse des domaines comme l'économie, les études supérieures scientifiques et techniques, entre autres. Il est enseigné dans les écoles primaires, collèges et lycées, dans toutes les universités et dans les écoles supérieures.

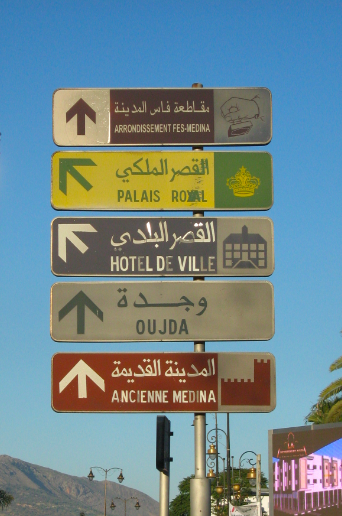
Panneau bilingue a Fès, Maroc.

À nouveau, nombre de Marocains en milieu urbain choisissent d'élever leurs enfants en français afin de leur donner un atout pour leur vie professionnelle.
Selon une enquête publiée en 2010, le français est très largement maîtrisé au Maroc : 10 366 000 personnes sont considérées comme francophones (sachant le lire et l'écrire), soit 32 % de la population totale ou 39 % de la population âgée de 10 ans et plus (9 336 564 de personnes sur 23 700 447 selon le recensement de 2004, soit 39,4 %, ou encore parmi 13 516 992 personnes de 10 ans et plus sachant lire et écrire, soit 69,1 %). Ceci n'inclut pas les personnes sachant parler le français mais qui ne savent pas l'écrire ou le lire. Le français est bien plus parlé en ville qu'en milieu rural. Notons également qu'au Maroc, le français est la seule langue d'enseignement pour les études supérieures dans les domaines scientifiques, ainsi que dans les deux tiers des filières juridiques, économiques et sociales. Le français constitue donc une langue d'ouverture à l'international pour de nombreux étudiants marocains.
L'enseignement en primaire ayant été arabisé dans les années 1980, de nombreuses familles scolarisent leurs enfants dans le privé afin de leur faire donner une meilleure maîtrise du français. Des mesures sont prévues par le gouvernement pour permettre un plus grand accès aux écoles privées.
- En mai 2014, 75 % des utilisateurs marocains de Facebook postent en langue française, contre 33 % en langue arabe et 13 % en langue anglaise ; la langue française progressant de 13 à 19 % dans les trois pays que sont le Maroc, l'Algérie et la Tunisie (pas de précision quant au pourcentage allant à tel ou tel pays) dans le nombre d'utilisateurs l'utilisant[170].
- Au Maroc, en 2011, 79 % des films produits sont tournés en arabe, 17 % en français et 4 % en anglais[171]. La prochaine mise à jour avec les données de 2012 et 2013 sera publiée en 2015[172].

##### Mauritanie
La Mauritanie est un membre de la Francophonie. Le rapport historique privilégié avec la France est toujours au goût du jour, même si la Mauritanie a fait le choix de l'arabisation et a institué l'arabe comme seule langue officielle dans sa constitution de 1991.
D'après des chiffres fournis par le gouvernement mauritanien à l'OIF, il y avait en 2003, et sur 3,1 millions de personnes, 167 399 (5,4 % de la population totale) francophones et 155 000 francophones partiels (5 %). De plus, d'après le dernier rapport de l'OIF sur la francophonie, on observe une très forte croissance du nombre d'apprenants du français en Mauritanie, suivant en cela une tendance générale du Maghreb. Actuellement, 300 000 élèves sont scolarisés dans une école bilingue (dont l'une des langues est le français) du primaire et 16 111 dans le secondaire, sans compter les élèves apprenant le français dans le cadre d'une scolarité normale.
Selon le rapport annuel de la Dubai School of Government daté de mai 2013, le français est la première langue d'interface la plus choisie par les utilisateurs mauritaniens de Facebook, le réseau social le plus utilisé dans le pays (bien qu'utilisé par seulement 3,5 % de la population, soit 110 000 personnes), avec 46 %, devant l'arabe (34 %) et l'anglais (6 %). Le pourcentage du français ayant toutefois régressé (70 % de part un an plus tôt) depuis l'ajout de nouvelles langues d'interface (14 % de part) et aussi face à la progression de l'arabe, le tout dans un contexte de désélitisation et de démocratisation de l'accès à l'Internet.

##### Tunisie

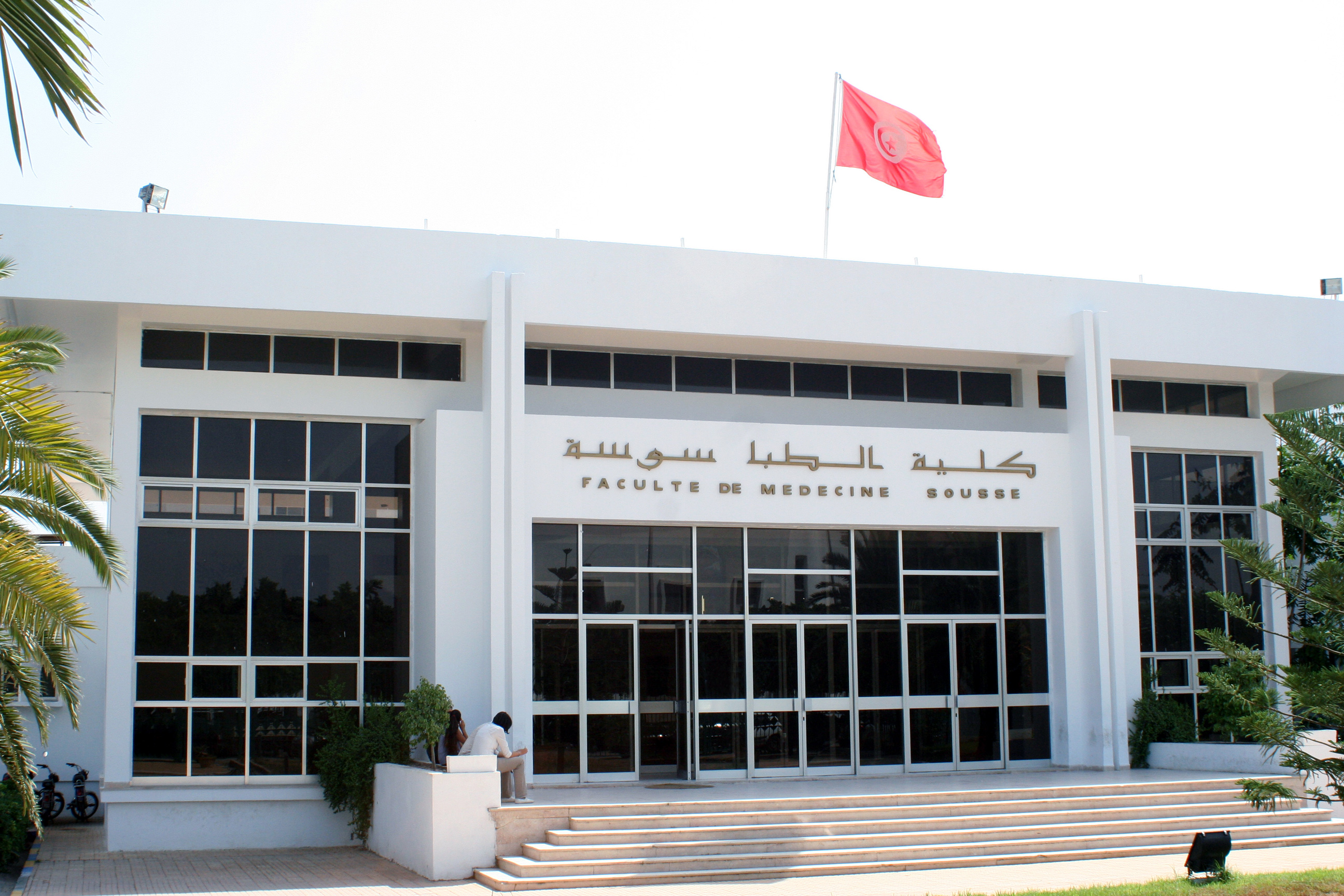
Signalisation bilingue français-arabe à la Faculté de médecine Ibn El Jazzar de Sousse en Tunisie.

Durant le protectorat français de Tunisie, le français s’impose à travers les institutions, particulièrement l’éducation, qui deviennent un fort vecteur de diffusion. À partir de l’indépendance, le pays s’arabise peu à peu même si l’administration, la justice et l’enseignement restent longtemps bilingues alors que la connaissance des langues européennes est renforcée par l’exposition de la Tunisie à ce continent par l’intermédiaire de la télévision et du tourisme[réf. nécessaire]. Les gouvernorats de Béja, Gafsa, Médenine, Monastir, Sfax, Sousse et Tunis sont membres de l’Association internationale des régions francophones.
Les années 1990 marquent un tournant avec l’arabisation des cours de sciences jusqu’à la fin du collège, avec toutes les difficultés occasionnées par ce type de processus, afin de faciliter l’accès aux études supérieures et ce dans un contexte de réhabilitation du référent arabo-islamique dans l’espace public. En octobre 1999, les établissements commerciaux se voient contraints d’accorder deux fois plus de place aux caractères arabes qu’aux caractères latins. Dans le même temps, l’administration se voit contrainte de communiquer exclusivement en arabe mais seuls les ministères de la Défense et de la Justice et le Parlement sont totalement arabisés. Dans ce contexte, l’usage du français semble régresser malgré le nombre accru de diplômés du système d’enseignement, ce qui conduit au fait qu’une bonne pratique du français demeure un marqueur social important. Puisqu’elle reste largement pratiquée dans les milieux d’affaires, l’univers médical et le monde culturel, on peut même considérer qu’elle s’est embourgeoisée.
En mai 2011 les utilisateurs tunisiens de Facebook montraient une préférence sans appel pour l'interface en français avec 94,60 %, suivie de l'anglais avec 2,72 % et un très faible choix de l’arabe avec 1,56 %.[non pertinent]
D’après les dernières estimations fournies par le gouvernement tunisien à l’Organisation internationale de la francophonie, le nombre de personnes ayant une certaine maîtrise du français est chiffré à 6,36 millions de personnes, soit 63,6 % de la population.

#### Afrique subsaharienne

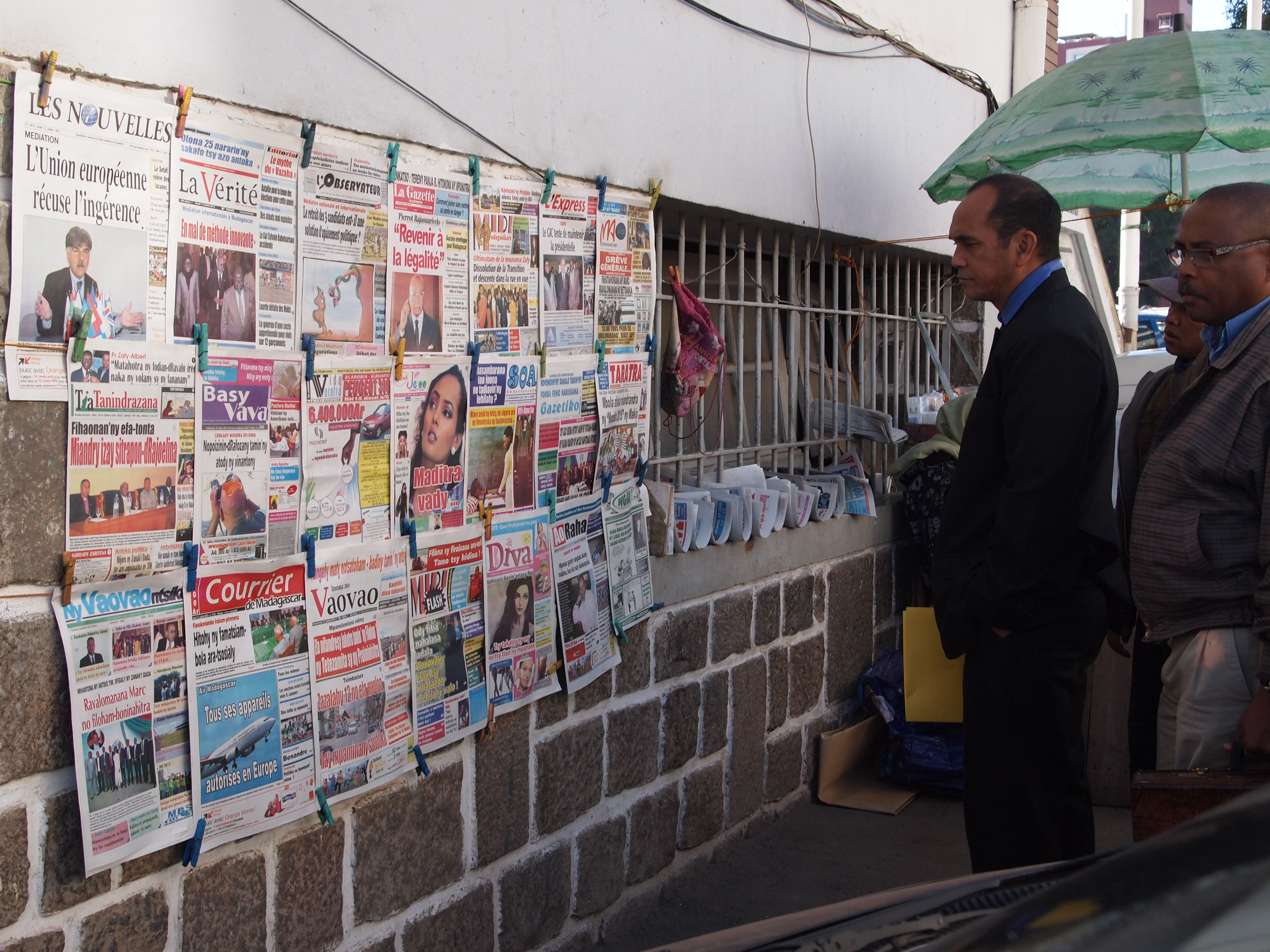
Journaux locaux en français et en malgache à Tananarive, Madagascar.

##### Bénin
La langue officielle du Bénin est le français. Il est parlé par 8,8 % de la population essentiellement en ville. Le prestige de cette langue comme langue officielle, langue des médias et langue de communication entre les différentes ethnies pousse à son apprentissage notamment en milieu urbain. Le français est la seule langue dans l'enseignement primaire.
Une variété de français dénommée français d'Afrique s'est développée dans les rues et marchés de Cotonou. Il s'agit d'un parler presque argotique.

##### Burkina Faso
Le Burkina Faso a pour langue officielle le français.
Le français est la principale langue des institutions, des instances administratives, politiques et juridiques, des services publics, des textes et des communiqués de l’État, de la presse écrite, des écrivains. Il s'agit de la seule langue à l'écrit des lois, de l'administration et des tribunaux.
Selon une estimation de la CIA de 2003, 21,8 % de la population de 15 ans et plus sait lire et écrire, de plus le taux net (c'est-à-dire sur une classe d'âge donnée) de scolarisation, malgré une hausse constante depuis plusieurs années, n'est que de 47,70 % pour l'année scolaire 2005-2006 d'où le fait que le français ne soit compris que par environ 15 % de la population. Malgré la supériorité numérique des langues nationales, le statut de langue officielle et celui de langue internationale font en sorte que le français pèse progressivement de plus en plus dans la vie sociale et économique du pays.
Le français jouit, sur le plan social, d'un statut de prestige associé à une participation au monde moderne. Il s'agit de la langue de la promotion sociale.
Selon André Magord et Rodrigue Landry, « Depuis quelques années, dans les villes principales telles que Ouagadougou, Bobo et Banfora, la langue française s'étend à d'autres situations de communication que celles juste décrites. Devant la dimension de plus en plus multilingue de ces villes, le français s'impose de façon croissante comme lingua franca chez les commerçants et lors des échanges liés à tous les petits métiers qui se multiplient dans ces grandes villes. La langue française parlée n'est plus alors le français standard mais un français qui, sans la base de l'écrit, se transforme, se réinvente pour une part. Cette expansion du français est relayée par l'affichage publicitaire très présent dans les villes et qui propose des slogans en français. Ces slogans deviennent vite populaires dans une société burkinabè à forte tradition orale ».
Cette variété de français endogène qui résulte d'une hybridation linguistique est un pidgin en voie de créolisation.
Ainsi comme dans le pays voisin la Côte d'Ivoire est apparu un français populaire au Burkina Faso. Dans ce français appelé parfois « français de Ouaga » et qui reste essentiellement une langue orale, s'est créé un certain nombre d'interférences entre le français standard et le français populaire du Burkina du fait de l'influence des langues africaines dans la pratique locale du français.
On assiste de plus en plus à des mariages mixtes constituant des familles dont la langue première est le français.

##### Cameroun

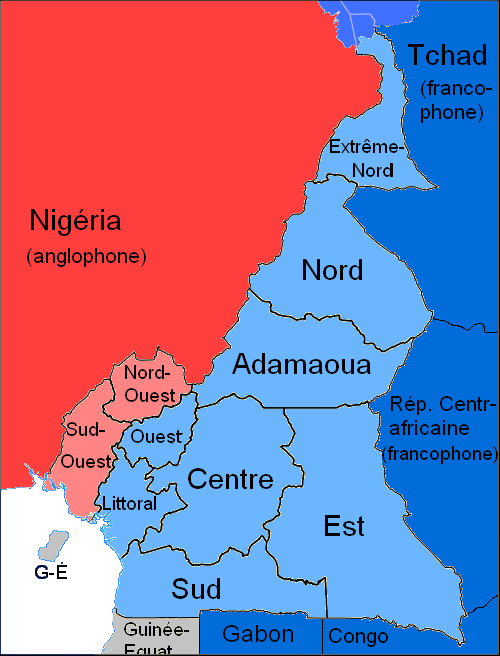
Carte linguistique du Cameroun :
francophones
anglophones
bilingue (hispanophones/francophones)

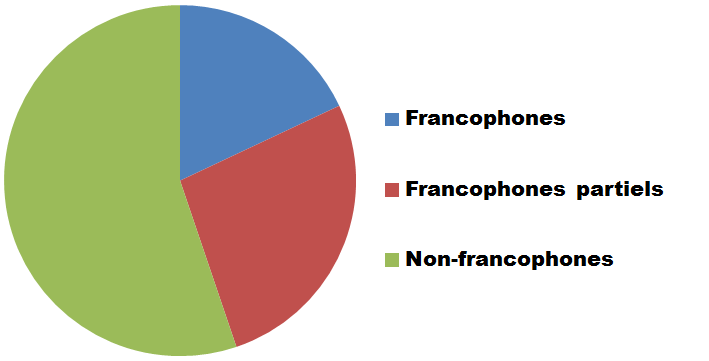
Connaissance du français au Cameroun en 2005 selon l'OIF

Les deux langues officielles du Cameroun sont le français et l'anglais. Le pays appartient à la fois à la Francophonie et au Commonwealth.
Il s'agit d'un héritage du passé colonial, le Cameroun ayant été une colonie à la fois du Royaume-Uni et de la France.
En 2005 18 % de la population étaient des francophones « réels », alors que 26,8 % étaient des francophones « partiels ». Le français est en progression constante au Cameroun ; en 2010 plus de 60 % des Camerounais écrivent le français et plus de 80 % le parlent, et la plus grande ville Douala parle français à 99 %. Le français progresse également comme langue maternelle ; une forte proportion de jeunes ne parlent aucune langue camerounaise et n'utilisent que le français.
Comme la plupart des autres pays d’Afrique, le Cameroun voit son nombre de francophones s'envoler passant de 46 % en 2005 à plus de 60 % en 2010. Encore plus frappant, la capitale économique Douala est quant à elle passée de 98 % de francophones en 2008 à 99 % en 2010.

##### République du Congo
La langue officielle de la République du Congo est le français.
Selon l'OIF, en 2010, cette langue est parlée par 78 % des Congolais de plus de 10 ans. Selon une étude d'Omar Massoumou, 88 % des Brazzavillois de plus de 15 ans déclarent avoir une expression aisée à l'écrit en français.
Selon l'université Laval, « en raison des guerres civiles qui ont secoué le pays, la langue française est devenue une langue-refuge pour les différentes factions armées. Par exemple, les locuteurs incompétents en kituba (surtout au sud), en kikongo ou en lingala (surtout au nord) préfèrent s'exprimer en français pour des raisons de sécurité. De peur de révéler leur origine ethnique, les Congolais passent au français, ce qui permet de conserver l'incognito ».

##### République démocratique du Congo

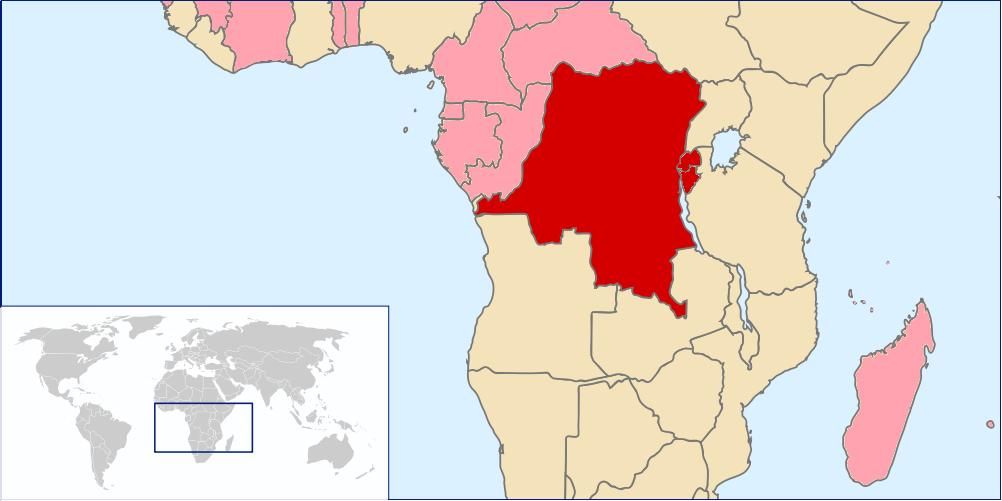
Rouge: variantes du français qui sont originaires de Belgique et utilisées en Afrique. C'est-à-dire en République démocratique du Congo, au Burundi et au Rwanda.
Rose : autres pays francophones.

Héritage de la colonisation belge au XIXe siècle et XXe siècle, le français est la langue officielle de la République démocratique du Congo.
- En 2005, le pays compte 6 millions de francophones et 18 millions de francophones partiels[200].
- En 2010 ce sont plus de 31 millions de personnes qui savent écrire, lire et parler français[195].

À Kinshasa, la capitale, le pourcentage de francophones évolue aussi fortement : en 2008, 87 % de la capitale parlait français, alors qu’en 2009, 92 % parle le français.
Le français est la langue de l’administration, de l’enseignement à tous les niveaux, des médias, des élites et en partie du commerce et des affaires. À l’exception de la musique dominée par les langues congolaises, le français reste la référence en matière culturelle : cinéma, littérature, science etc. Il est également très employé par le monde religieux, en particulier par les pasteurs protestants.
Le français de la République démocratique du Congo emprunte beaucoup à celui de la Belgique mais a développé ses propres caractéristiques et particularités, avec de plus en plus de néologismes dans la langue parlée. Ainsi, le français « gong unique » pour signifier la journée continue côtoie le portugais « matabiche » pour dire pourboire, l’anglais « wax » pour pagne et le kikongo « nganda » pour buvette.

##### Côte d'Ivoire

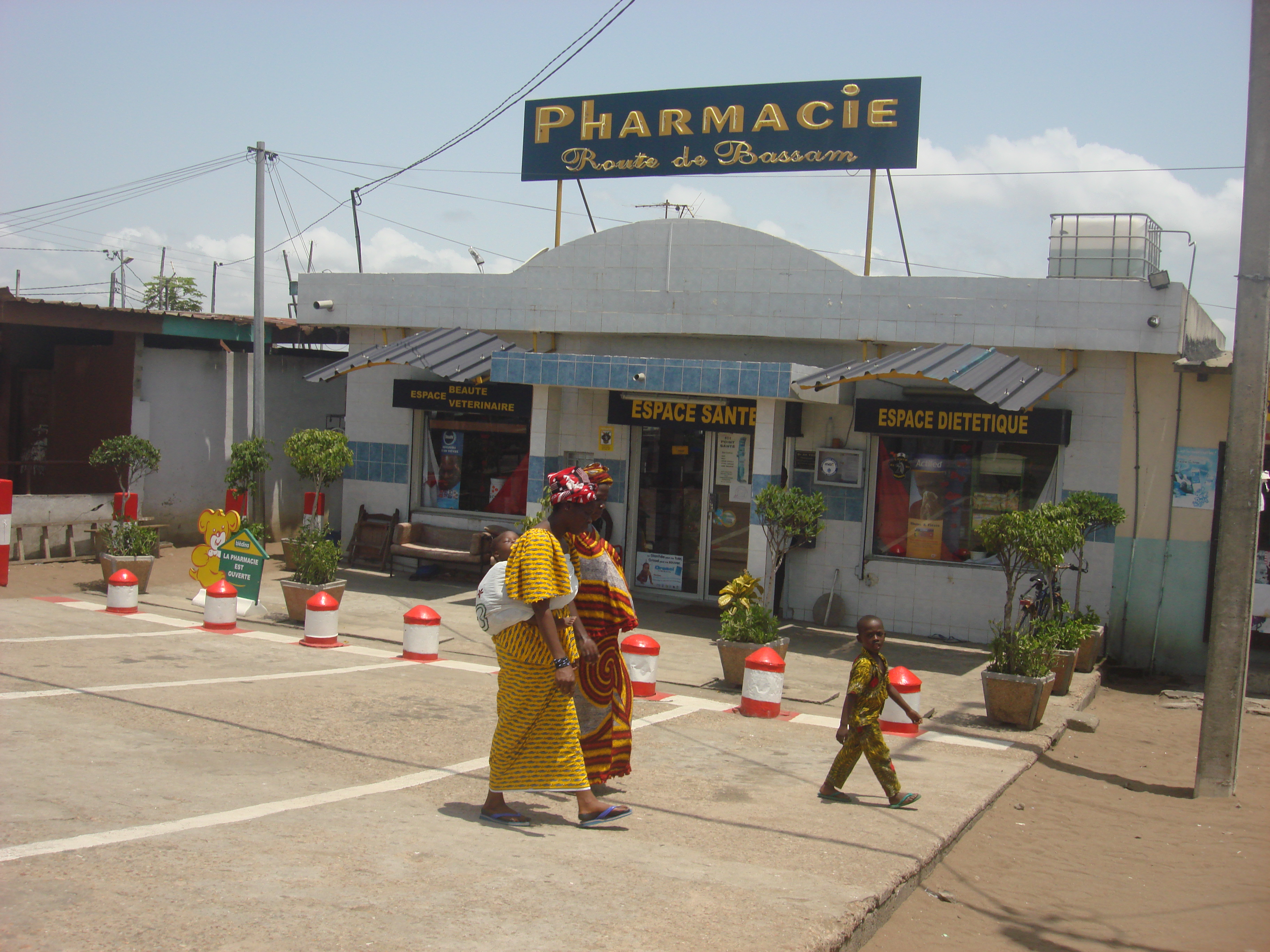
Pharmacie dans la commune de Port-Bouët à Abidjan en 2009.

Le français est la langue officielle de la Côte d’Ivoire et environ 70 % des habitants du pays le comprennent et le parlent.
Le français existe sous différentes variétés en Côte d'Ivoire. Il existe le français standard parlé par l'élite du pays et la partie de la population qui a fait des études.
Le français populaire ivoirien, variété parlée par la partie de la population n'ayant pas terminé sa scolarité et enfin le nouchi qui est un argot dérivé en partie du dioula, parlé à la base par des classes de jeunes marginalisés et qui est devenu par la suite à la mode parmi l'ensemble de la jeunesse ivoirienne.
Le français populaire ivoirien aussi appelé français de Moussa, désigne une variété du français parlé en Côte d'Ivoire et principalement dans la ville d'Abidjan.
Cette variété de français diffère du français parlé en France de par ses expressions et du fait qu'il a adapté dans son vocabulaire certains mots provenant d'un parler argotique local : le nouchi. Il s'agit d'un français employé par la partie de la population n'ayant pas terminé ses études et ayant appris le français dans la rue et sur le tard. Il tend à devenir le français véhiculaire d'Abidjan et du reste du pays.
Selon Jérémie Kouadio, « Le français populaire ivoirien est une espèce de sabir franco-ivoirien qui utilise des mots français (phonétiquement déformés) sur des structures syntaxiques des langues ivoiriennes ». Dans le français ivoirien, pour dire des mots finissant par -ir se dit -ie. Exemple : Je vais partir se dit : « Je vais patie. »

##### Gabon
La langue officielle du Gabon est le français. Elle est la langue d'enseignement et joue un rôle d'unification pour le pays. Il est estimé que 80 % de la population du pays est capable de s'exprimer en français. Il s'agit de la plus forte proportion de tous les pays du continent africain. Selon l'OIF en 2010, 99 % des habitants de la capitale Libreville savent lire, écrire et parler français.
Avant la Seconde Guerre Mondiale, très peu de Gabonais avaient appris le français, presque tous travaillaient alors dans l'administration. Après la guerre, la France introduisit l'éducation primaire pour tous dans toutes ses colonies africaines et le recensement de 1960 montra que 47 % des Gabonais de plus de quatorze ans parlaient français alors que seulement 13 % savaient lire et écrire dans cette langue. Dans les années 1990, le taux d'alphabétisation avait atteint environ 60 %.
Un tiers des Librevillois ont le français comme langue maternelle. Plus de 10 000 Français vivent au Gabon et la France prédomine dans les relations extérieures du Gabon économiquement et culturellement parlant.
Le français n'est ainsi plus seulement une langue d'origine étrangère, mais est aussi devenue une langue pleinement gabonaise.
Le Gabon abrite la première station de radio internationale du continent africain, Africa no 1, qui diffuse ses émissions en français. Les émetteurs sont installés à Moabi, à 600 km au sud de Libreville.

##### Guinée
La langue officielle de la République de Guinée est le français. Il s'agit de la langue de l'État et des institutions officielles. À la fin du régime de Ahmed Sékou Touré, le français est redevenu la langue unique d'enseignement à l'école.
La langue française est une langue en forte expansion en Guinée d'après les derniers rapports. En 2002, le nombre de locuteurs de langue maternelle française était estimé à 2 % de la population totale. D'après les autorités guinéennes, une nouvelle estimation de 2007 revoit ce chiffre fortement à la hausse par rapport à celle de 2002 : le nombre de francophones atteindrait 21,1 % et le nombre de francophones partiels 42,1 %. L'ensemble cumulé représente 6 millions de personnes, soit 63,2 % de la population totale ayant une maîtrise partielle ou complète de cette langue.

##### Madagascar
Le français est la deuxième langue officielle, parlée par environ 20 % des Malgaches (maîtrisée essentiellement par les lettrés). Selon les statistiques de l'académie malgache, dans tout Madagascar, 0,57 % du peuple malgache parlent uniquement le français, 15,87 % le pratiquent occasionnellement et 83,61 % ne savent que le malgache. L'anglais fut également langue officielle entre 2007 et 2010,. Cependant, la nouvelle Constitution de novembre 2010 ne mentionne que le malgache (langue nationale) et le français comme langues officielles, l'anglais ayant disparu du texte.
La langue d'enseignement dans le système scolaire de Madagascar est le malgache au primaire, puis le français au secondaire.

##### Mali
Le français est la langue officielle, mais la plus utilisée est le bambara qui est parlé par 80 % de la population.
La connaissance du français a beaucoup progressé. En 1960, 66 000 Maliens savaient lire et écrire en français. En 1985, ils étaient 564 000. En 2009, ils sont 2,2 millions.

##### Sénégal

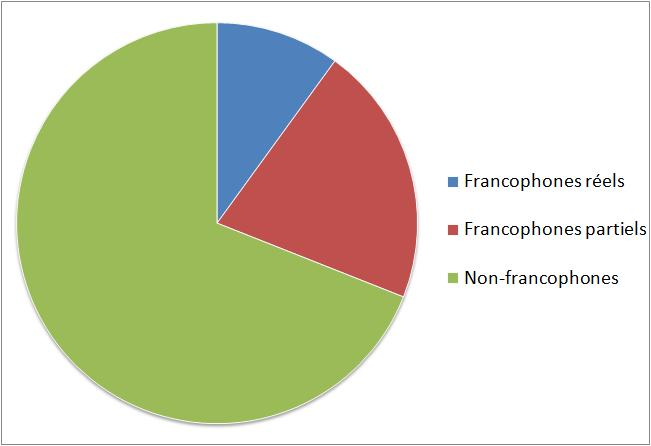
Connaissance de la langue française au Sénégal en 2005 selon l'OIF

Le français est parlé par 20 % à 30 % des Sénégalais et est la langue maternelle d'une élite constituant 2 % de la population du pays. Fin 2007, 16 966 Français étaient inscrits dans les registres consulaires (y compris les binationaux). La grande majorité vit à Dakar, où une autre source chiffre le nombre de Français à environ 17 800.
Cela dit, le français au Sénégal n’est plus perçu comme la « langue du colonisateur », mais plutôt comme une « composante du patrimoine linguistique national ».

##### Nigeria
Le Nigeria qui est un État anglophone se trouve « enclavé » entre des pays francophones (le Bénin, le Niger, le Tchad et le Cameroun).
C'est donc vers la fin des années 1990 – début 2000 qu'il a été fait état de la volonté du gouvernement fédéral nigérian de franciser le pays en envisageant notamment un enseignement obligatoire du français comme langue vivante voire l'institution du français comme seconde langue officielle.
C'est donc dans ce contexte que le français devient progressivement langue officielle du Nigeria, comme le précise la section 1, no 10 de la Politique d'éducation nationale de 1998 : « L'enseignement du français a été déclaré obligatoire dans toutes les écoles ».
Le Nigeria a récemment fait preuve de son envie de francisation en appelant à un soutien accru à la formation de professeurs de français.
C'est en 1996 que le président nigérian Sani Abacha déclarait devant le Nigerian Institute for International Affairs que « le Nigeria est résolu à lancer un programme national d'apprentissage linguistique qui permettra, rapidement, à notre pays de devenir parfaitement bilingue ».
Le gouvernement envisagea donc de créer des cours de français en accéléré, pour transformer 140 millions d'anglophones en francophones. Le projet fut expérimental dans certaines écoles (où plus de 90 % des étudiants apprenaient le français) mais a néanmoins été freiné ces dernières années, à la suite d'un nouveau rapprochement du Nigeria avec les États-Unis et face à la pénurie de professeurs de français.

##### Mozambique
Le Mozambique est un état officiellement lusophone mais pourtant depuis 1992 une forte progression du français est en cours dans ce territoire, alors que ce pays n'est même pas entouré de pays francophones des grandes mesures de francisation sont prises depuis les années 1990. Alors que le nombre d’étudiants du français n’était que de 5 000 dans les premières années après sa réintroduction il est de nos jours appris par plus de 50 % des 15 à 18 ans en plus d'être choisi comme option dans les départements universitaires des Sciences Sociales, Médecine, Droit mais encore par les cadres de la police et des finances. En 1992, le français devient obligatoire pour les classes de lettres et dans certains secteurs de l'enseignement supérieur.
Le 29 septembre 2006 le Mozambique rejoint l'Organisation internationale de la francophonie.
En 2009 le français est introduit à des niveaux inférieurs (9e et 10e). Il est prévu que les effectifs doublent dans une période de 5 ans dans le circuit scolaire. Sont aussi prévus le lancement d’un mensuel français Flash Hebdo et l’élargissement du temps de diffusion du français sur les ondes radiophoniques, notamment grâce à Radio France Internationale.
De plus, il a été récemment annoncé que l'enseignement du français s’étendra aux classes scientifiques.

##### Togo
La langue officielle du Togo est le français.
Selon la Délégation générale à la langue française et aux langues de France, 30 % de la population peut être qualifiée de réellement francophone, ce chiffre montant à 37 % selon le Ministère des Affaires étrangères français en 2007. Le français est la seule langue à l'écrit.[Quoi ?]
Selon Couchoro : « Le fait notable de ces quinze dernières années, c’est, liée à tous les facteurs de développement et grâce à la scolarisation en particulier, la diffusion notablement en expansion de notre langue dans les masses populaires. La conséquence en est une appropriation du français par les peu ou pas lettrés, phénomène pratiquement inconnu autrefois ».
Selon Isabelle Anzorge : « Celui-ci n’est plus seulement une langue “importée” mais prend peu à peu une identité togolaise, se libérant de toutes les contraintes normatives, intégrant par là même les réalités culturelles du pays. »
Cette dernière a relevé l'existence d'un français dialectal 1 : « (…) depuis la chute du taux de scolarisation due aux différents bouleversements économiques et politiques (effondrement des phosphates, dévaluation du Franc CFA, grèves universitaires faisant suite à la grève générale de 1992, climat de guerre civile depuis 1991), le français [est] devenu un outil, voire un moyen de communication privilégié de la plupart des Togolais scolarisés ou non. »

##### Zambie
La Zambie, État anglophone, connaît ces dernières années une forte francisation, comme le titrait en 2002 le journal africain SYFIA Info : « L'étonnante progression du français en Zambie ».
Le français est introduit pour la première fois dans le système scolaire Zambien en 1954 avec une seule classe de français de 22 élèves, puis en 1964 l'enseignement s'étend à une douzaine d'écoles. Dans les années 1990 il y a déjà plus de 100 écoles publiques de français en Zambie. Cependant, le plus étonnant est la multiplication fulgurante des écoles privées de français. Depuis les années 2000, le français devient une langue de plus en plus importante, et des quartiers riches jusqu'aux quartiers pauvres de Lusaka, la capitale zambienne, on peut voir des panneaux et pancartes incitant à apprendre le français qui fleurissent partout.
Les différentes raisons de cette francisation grandissante s'expliquent, en plus du rayonnement des pays francophones voisins, par la forte présence de réfugiés et commerçants congolais en Zambie.

### Asie
Depuis les années 2000, il se produit en Asie une grande progression du français. Tout commence en septembre 2006, lorsque le programme VALOFRASE (Valorisation du français en Asie du Sud-Est) a été lancé grâce à l'Agence universitaire de la Francophonie, l'Organisation internationale de la francophonie, la Centrale des syndicats au Québec, la Wallonie-Bruxelles à Hanoï et la Coopération française. De 1994 à 2004, le nombre d'étudiants en français a ainsi augmenté de 48,8 % en Asie.

#### Chine
Avec un total d'environ 100 000 étudiants apprenant le français en université, et un corps enseignant de plus de 700 professeurs chinois de français et 70 professeurs français, la population chinoise montre un certain intérêt pour la langue française. Le réseau des 15 Alliances françaises en Chine accueille près de 28 000 étudiants chaque année alors que près de 24 000 Chinois étudiaient dans une université française en 2009. L'attrait de la culture française, l'émigration au Canada ou les possibilités d'emploi en Afrique francophone sont les moteurs principaux de cette croissance de l'apprentissage du français en Chine.
La Télévision centrale de Chine a ouvert en 2007 une chaîne internationale entièrement en français, CCTV-F, visant particulièrement le marché de l'Afrique francophone. Son ouverture s'inscrit dans la politique de partenariat diplomatique et économique fort entre la République populaire de Chine et le continent africain. Cette chaîne diffuse par satellite et par câble des journaux télévisés, ainsi que des programmes éducatifs et des divertissements chinois traduits en français.

#### Viêt Nam
Les étudiants passant par le VALOFRASE ont un taux de réussite au concours d’entrée à l’université d'environ 70 % alors que la moyenne nationale est de 15 %. Plus de 113 667 étudiants ont choisi le français comme langue d'étude en 2007. 40 provinces sur 64 proposent l'apprentissage du français à l'école.

#### Cambodge
Alors qu'avant le lancement du programme VALOFRASE les étudiants en français au Cambodge étaient peu nombreux, en 2007-2008 45 434 étudiants décident de choisir le français comme langue d'apprentissage, ce nombre passe à 98 184 durant l'année 2008-2009 et atteint 114 529 durant l'année 2009-2010. De plus, le nombre de régions proposant le français passe de 16 sur 24 en 2006 à 21 sur 24 en 2009.

#### Laos
Le nombre d'étudiants diplômés du baccalauréat augmente de 400 % de 2004 à 2006 et de 935 % de 2004 à 2009.

#### Thaïlande
En 2008, la Thaïlande a été admise comme État observateur de l'Organisation internationale de la francophonie, en raison de la francisation qui se produit en Asie mais aussi du fait que la Thaïlande partage des frontières avec deux anciens protectorats français, le Cambodge et le Laos. En 2009, le français est la deuxième langue étrangère étudiée dans le secondaire.

#### Inde

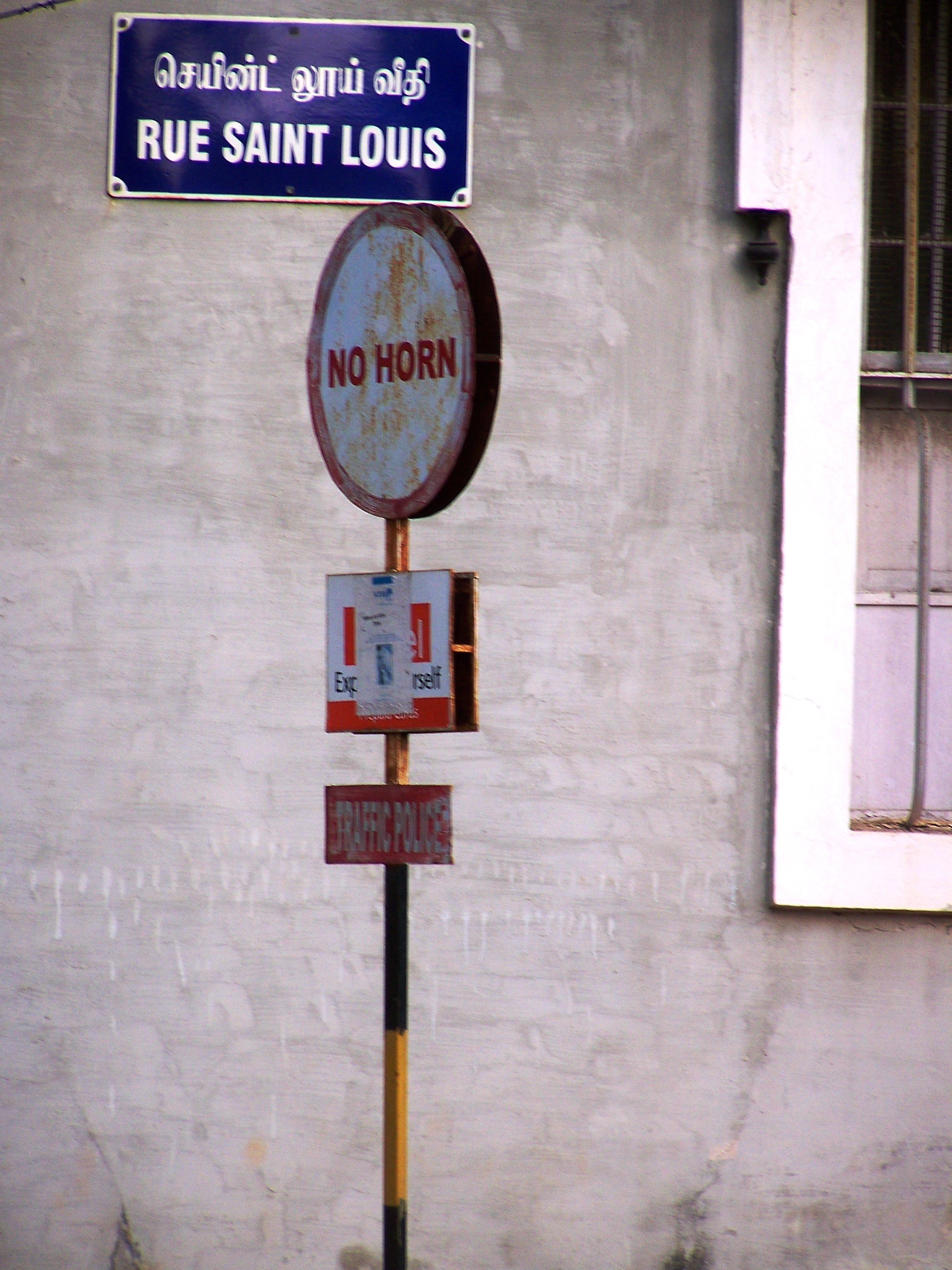
La signalisation bilingue à Pondichéry (Inde)

La langue française est apprise par près de 500 000 personnes, ce qui fait d'elle la première langue étrangère apprise dans le pays. Elle est surtout apprise dans le cadre de l'apprentissage en ligne et est considérée comme une langue d'avenir,.
Aujourd'hui en Inde il y a 16 Alliances françaises[réf. nécessaire].

#### Liban

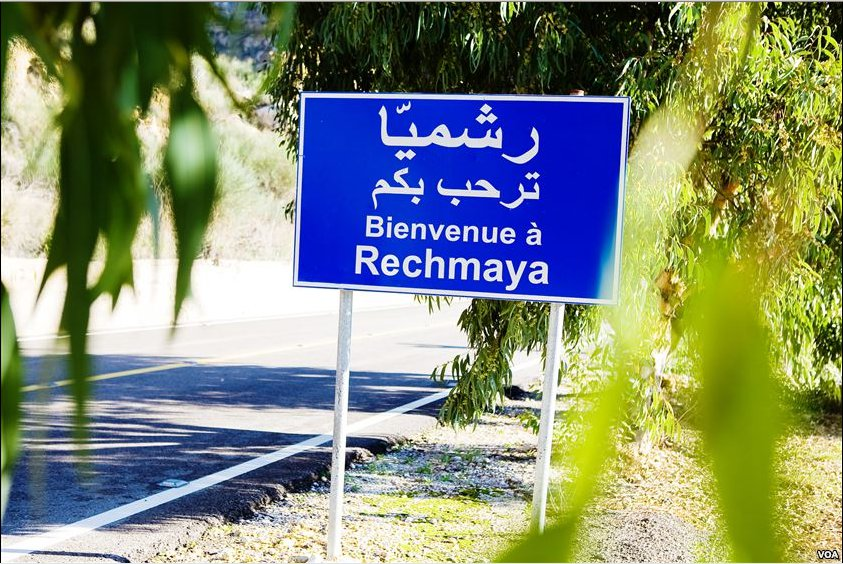
Signe de ville dans la norme arabe et en français à l'entrée de Rechmaya, Liban.

Le français est l'une des deux langues de prestige du Liban, souvent utilisé pour les affaires, la diplomatie, le gouvernement, les écoles et les universités. Le français est à la fois langue de culture et de communication. 45 % de la population libanaise est entièrement ou partiellement francophone et 55 % des Libanais ignorent totalement cette langue. Le Liban compte 30 % d’anglophones, donc le français a une longueur d’avance sur l’anglais car il est davantage pratiqué dans les classes aisées économiquement et, quand il touche toutes les classes de la population, il est généralement beaucoup plus présent chez les jeunes encore scolarisés et a tendance à décroître au fur et à mesure que l’on avance en âge. La connaissance et le niveau de français au Liban ne sont pas homogènes entre les différentes institutions scolaires. L’avenir de la langue française au Liban dépend du renforcement de beaucoup de facteurs plus particulièrement dans les domaines de l’audiovisuel.

### Océanie

#### Australie
Selon le recensement 2006, 43 217 personnes parlaient le plus souvent le français à la maison en Australie. Un chiffre en augmentation de 9 % par rapport à 2001. Il s'agit pour la plupart d'émigrants belges, français, suisses ou canadiens mais également de Mauritiens ou de Seychellois. Avec 185 000 apprenants, tous secteurs et tous niveaux confondus dans le système scolaire australien, le français est la 4e langue apprise derrière le japonais, l'indonésien et l'italien. Les 31 Alliances françaises présentes dans ce pays recevaient environ 6 000 étudiants en 2003.

#### Nouvelle-Calédonie

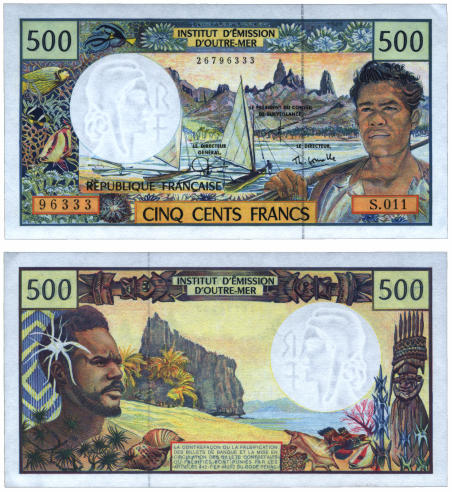
Anciens billet de 500 francs CFP (4.20 € ; 5.85 $CAN) utilisé en Polynésie française, en Nouvelle-Calédonie et à Wallis-et-Futuna. Une nouvelle gamme de billets en francs CFP destinée à remplacer la présente gamme a été mise en circulation en 2014.

En Nouvelle-Calédonie, le français est la langue officielle, mais il voisine avec 28 langues kanak autochtones. Lors du recensement de 2004, 95,6 % des personnes de 14 ans et plus ont déclaré savoir parler, lire et écrire le français, c'est la première langue utilisée au sein de 72,5 % des ménages. 41,3 % des Néo-calédoniens ont indiqué être capable de parler ou de comprendre une langue océanienne en 2004.

#### Nouvelle-Zélande
Au recensement de 2006, 53 757 personnes ont indiqué le français comme leur 1re langue soit 1,4 % de la population, il s'agit de la 4e communauté linguistique du pays derrière l'anglais, le maori et le samoan. À Wellington, le français est parlé par 3,5 % de la population, il arrive en deuxième position après l'anglais. Le français est la première langue étrangère apprise dans ce pays avec près de 56 000 étudiants tous niveaux confondus. Un chiffre qui a augmenté de près de 20 % entre 2004 et 2010.

#### Polynésie française
Le français est la langue officielle de la Polynésie française, le tahitien et plusieurs autres langues polynésiennes ont un statut dans l'enseignement. Lors du recensement de 2007, 94,7 % des Polynésiens de plus de 15 ans ont affirmé avoir une maîtrise parfaite du français, seuls 2 % reconnaissant n'avoir aucune connaissance de cette langue. Le français est la langue principale de 68,5 % des ménages.

#### Vanuatu
Le français est avec l'anglais et le bichlamar une des trois langues officielles du Vanuatu.
37 % des ni-Vanuatu de plus de 5 ans ont affirmé avoir une compétence linguistique en français lors du recensement de 2009, soit 72 245 personnes. Ce pourcentage varie toutefois suivant la zone. Ainsi, si en milieu urbain 50 % des habitants peuvent s'exprimer en français, ils ne sont que 32 % en milieu rural. Le plus fort taux de francophones est atteint dans la province de Shefa (42 %), le plus faible, dans celle de Torba (20 %). Les îles de Pentecost, Santo et Tanna abritent les plus fortes concentrations de francophones.
Il faut toutefois constater que le nombre de locuteurs du français ne dépasse celui des anglophones ou des locuteurs de bichlamar dans aucune province ou dans aucune île. Les données du recensement de 2009 laissent d'ailleurs apparaître que le français est quasiment toujours parlé en combinaison avec une langue mélanésienne, le bichlamar voire l'anglais.

#### Wallis-et-Futuna
Le français est la seule langue officielle de Wallis-et-Futuna, cependant la plupart des Wallisiens et Futuniens
parlent quotidiennement une langue polynésienne (le wallisien à Wallis et le futunien à Futuna).83 % des habitants de 14 ans ou plus, de cette communauté d'outremer française ont affirmé maîtriser le français lors du recensement de 2008, 80 % des répondants ont indiqué être capable de le lire et 78 %, de l'écrire.